# Żagań
Żagań (pol. hist. Żegań, Żegan lub Zegan; niem. Sagan, Sagan in Schlesien lub Sagan am Bober; łuż. Zahań; cz. Zaháň; łac. Saganensis, Saganum, Sagnum, Zagano lub Zager) – miasto, będące jednocześnie gminą miejską i siedzibą gminy wiejskiej Żagań, zlokalizowane w zachodniej Polsce, w województwie lubuskim, na pograniczu Niziny Śląsko-Łużyckiej i Wału Trzebnickiego, nad Bobrem i Czerną Wielką; siedziba powiatu żagańskiego. Usytuowane w odległości 40 km od granicy polsko-niemieckiej i 100 km od granicy polsko-czeskiej.
Według danych GUS z 31 grudnia 2019 r. Żagań liczył 25 668 mieszkańców.
Żagań jest lokalnym ośrodkiem usługowo-przemysłowym, a także węzłem komunikacyjnym, w którym zbiega się droga krajowa nr 12 i dwie drogi wojewódzkie oraz kilka linii kolejowych. Miasto jest siedzibą dowództwa 11 Lubuskiej Dywizji Kawalerii Pancernej oraz kilku innych jednostek wojskowych.

## Położenie

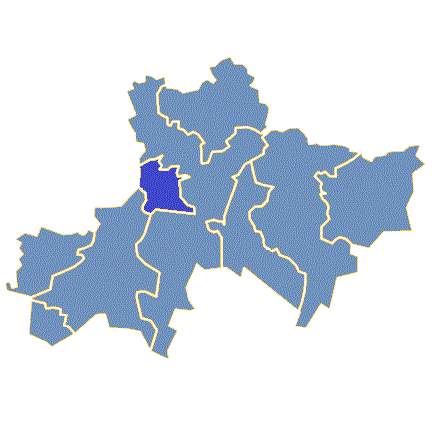
Położenie gminy na mapie powiatu

Żagań leży w południowo-zachodniej Polsce, na południowych krańcach województwa lubuskiego, w środkowo-zachodniej części powiatu żagańskiego, w środkowym biegu Bobru – lewobrzeżnego dopływu Odry, na wysokości 102 m n.p.m. (centrum). Położenie geograficzne miasta określają współrzędne 51°37′N 15°19′E.
Według danych z 1 stycznia 2010 r. powierzchnia miasta wynosiła 40,38 km². Miasto stanowi 3,57% powierzchni powiatu żagańskiego. Ponad 54% obszaru miasta zajmują lasy, zaś gospodarstwa i działki rolne zlokalizowane na terenie miasta zajmują 15% powierzchni Żagania. Obszar chronionego krajobrazu stanowi niespełna 4% powierzchni miasta.
Według podziału fizycznogeograficznego Jerzego Kondrackiego obszar Żagania zawiera fragmenty trzech mezoregionów: Wzniesień Żarskich, Wzgórz Dalkowskich oraz Borów Dolnośląskich. Dwie pierwsze wchodzą w skład Wału Trzebnickiego – pasa wzniesień o przebiegu zbliżonym do równoleżnikowego, który uważany jest za granicę zlodowacenia środkowopolskiego w stadiale Warty. Rozpościerające się na południe od miasta Bory Dolnośląskie należą do odrębnej prowincji Niziny Śląsko-Łużyckiej.

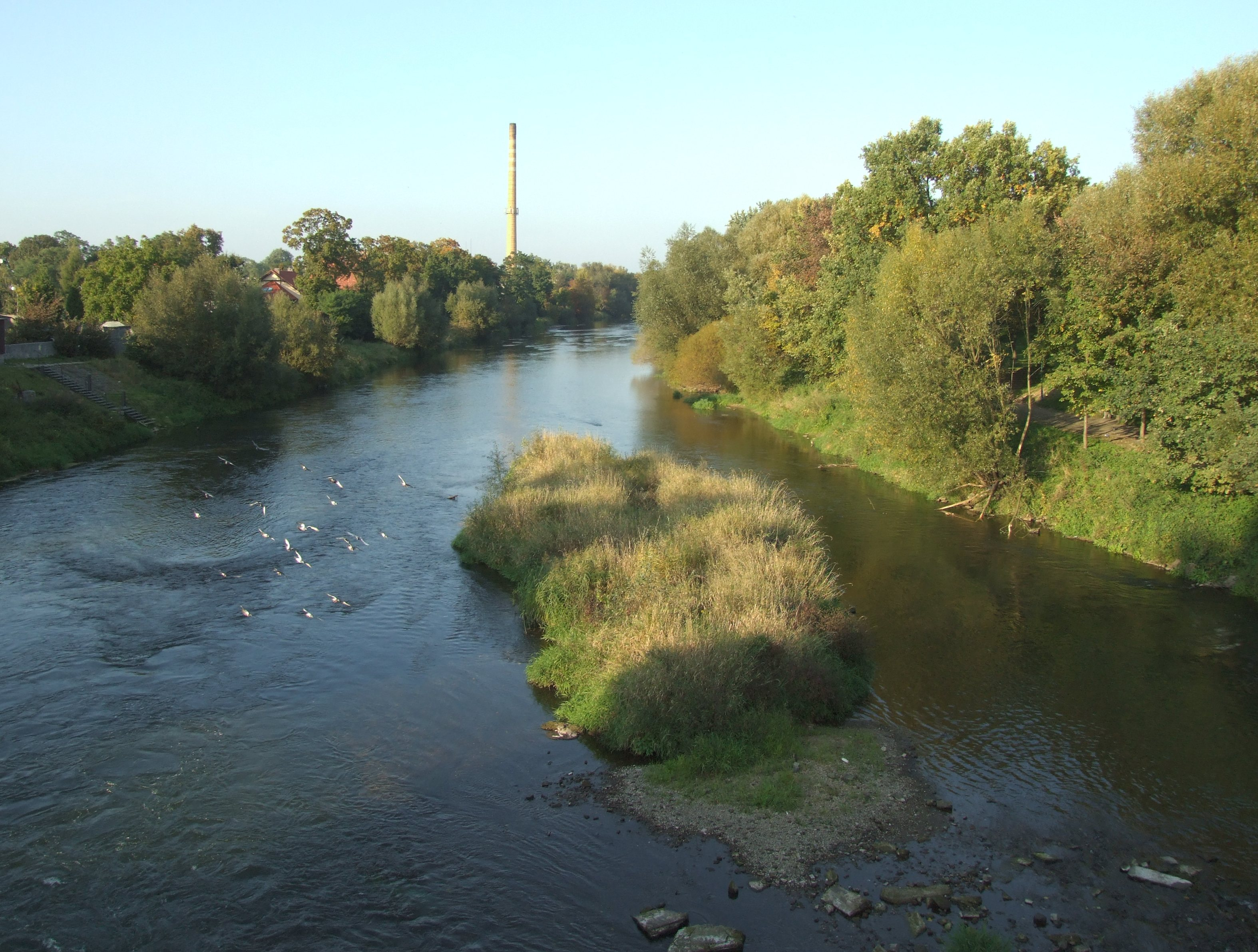
Rzeka Bóbr

Płynący przez Żagań Bóbr daje początek przełomowej dolinie Bobru długości ok. 10 km głęboko wciętej w Wał Trzebnicki. W tym miejscu rzeka dzieli Wał Trzebnicki na dwie części: lewobrzeżną i prawobrzeżną. Lewobrzeżna część miasta wznosząca się od koryta Bobru na zachód to początek Wzniesień Żarskich, zaś prawobrzeżna, wznosząca się na wschód to początek Wzgórz Dalkowskich. W północnej części miasta – Lutni zasila wody Bobru płynąca z południa rzeka Czerna Wielka będąca lewobrzeżnym jego dopływem.
Historycznie miasto przynależy do Dolnego Śląska, jednak po II wojnie światowej związki Żagania z tą krainą osłabły – w latach 1950–1975 miasto należało do „dużego” województwa zielonogórskiego, w latach 1975–1998 do „małego” województwa zielonogórskiego, a od 1999 znajduje się w województwie lubuskim. Miasto Żagań graniczy z Gminą Żagań, Gminą Iłowa (powiat żagański) i Gminą Żary (powiat żarski).
Miasto znajduje się w odległości 40 km od granicy polsko-niemieckiej i 100 km od granicy polsko-czeskiej. Przez Żagań biegnie droga krajowa nr 12 oraz dwie drogi wojewódzkie: droga wojewódzka nr 295 i droga wojewódzka nr 296. Ponadto przez miasto przechodzi kilka linii kolejowych.

## Klimat
| Miesiąc                                 | Sty   | Lut   | Mar   | Kwi  | Maj  | Cze  | Lip  | Sie  | Wrz  | Paź  | Lis   | Gru   | Roczna |
| --------------------------------------- | ----- | ----- | ----- | ---- | ---- | ---- | ---- | ---- | ---- | ---- | ----- | ----- | ------ |
| Rekordy maksymalnej temperatury [°C]    | 15,7  | 18,4  | 22,6  | 29,5 | 31,3 | 36,2 | 37,4 | 37,1 | 30,1 | 26,1 | 18,0  | 14,4  | 37,4   |
| Średnie temperatury w dzień [°C]        | 2,1   | 3,4   | 8,2   | 14,2 | 19,6 | 22,2 | 24,3 | 24,1 | 19,1 | 13,7 | 7,0   | 3,3   | 13,4   |
| Średnie dobowe temperatury [°C]         | -0,6  | 0,2   | 4,0   | 8,9  | 14,0 | 16,8 | 18,8 | 18,4 | 14,1 | 9,3  | 4,1   | 0,9   | 9,1    |
| Średnie temperatury w nocy [°C]         | -3,4  | -2,9  | 0,2   | 3,7  | 8,3  | 11,5 | 13,4 | 13,1 | 9,5  | 5,4  | 1,3   | -1,7  | 4,9    |
| Rekordy minimalnej temperatury [°C]     | -25.2 | -22.7 | -15.2 | -5.8 | -2.4 | 0.9  | 6.5  | 3.8  | 0.5  | -5.5 | -13.4 | -21.0 | −25,2  |
| Opady [mm]                              | 39    | 32    | 40    | 35   | 50   | 55   | 83   | 65   | 44   | 32   | 41    | 43    | 560    |
| Średnia liczba dni z opadami            | 10    | 9     | 10    | 8    | 10   | 11   | 12   | 10   | 9    | 8    | 9     | 11    | 117    |
| Źródło: Na podstawie 35-lecia 1979-2013 |       |       |       |      |      |      |      |      |      |      |       |       |        |

## Toponimia

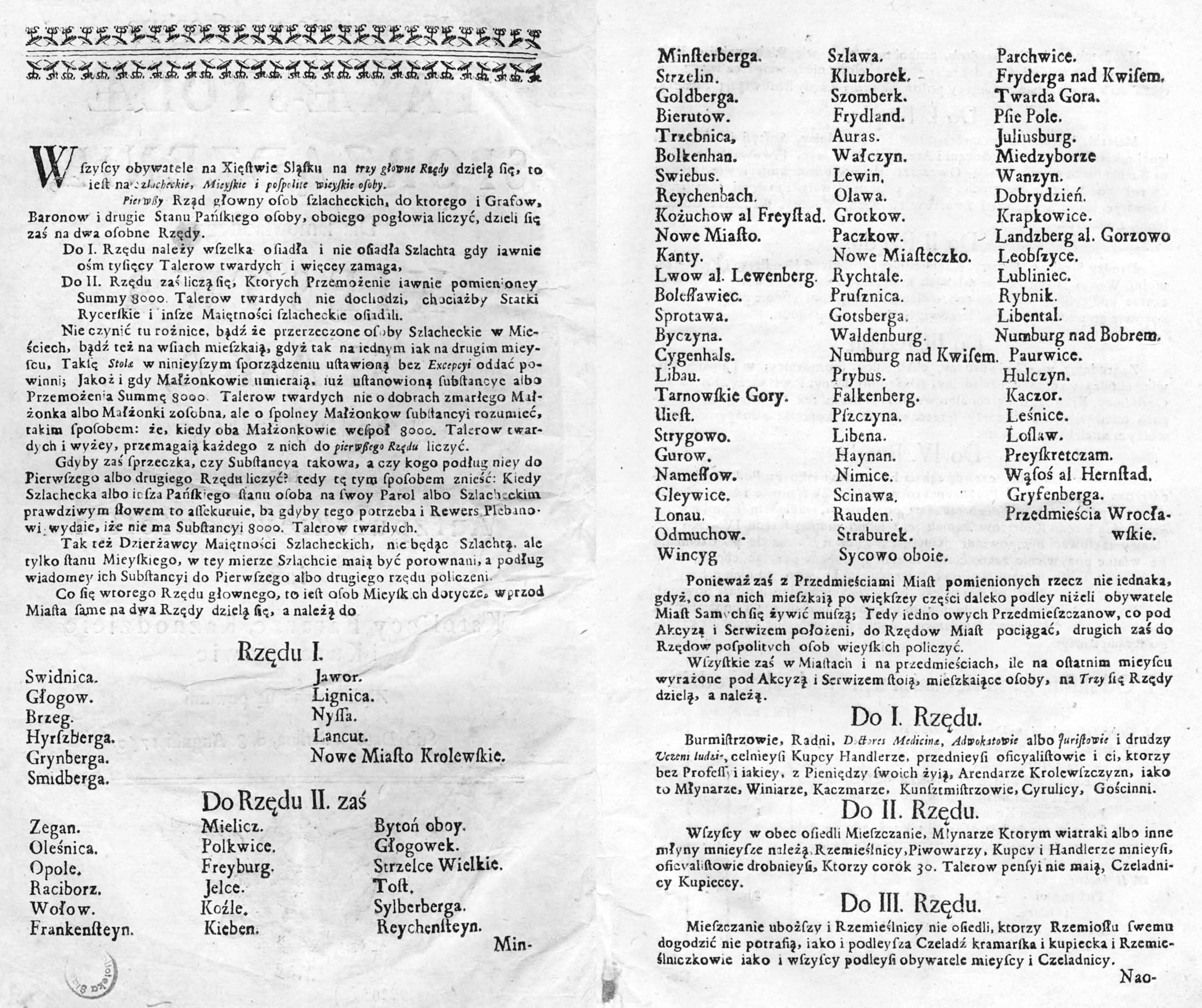
Nazwa Zegan wśród innych nazw śląskich miejscowości w urzędowym pruskim dokumencie z 1750 roku wydanym w języku polskim w Berlinie.

Pochodzenie polskiego słowa Żagań (dawniej Żegań) różni się od niemieckiego słowa Sagan. Niemiecka nazwa miasta mogła pochodzić od słowa sagan, oznaczającego kocioł, jednak ta teza nie ma wielu zwolenników. Rolf Kipphan kojarzył nazwę ze świętym ogniem z paleniska germańskiej chaty, zaś Arthur Heinrich tłumaczy pochodzenie nazwy miasta od słowiańskiego słowa określającego kawałek gruntu (łąki) – zagonu. Tymczasem polska nazwa miasta pochodzi od staropolskiego słowa żagwia oznaczającego zażegać, zapalać, rozpalać.
Niemiecki nauczyciel Heinrich Adamy w swoim dziele o nazwach miejscowości na Śląsku wydanym w 1888 roku we Wrocławiu wymienia nazwę miejscowości zanotowaną w dokumencie z 1202 roku jako Zegan podając jej znaczenie „Brandfleck”, czyli „Pogorzelisko, wypalone miejsce”. Stanisław Rospond również wyprowadza nazwę Żagań od staropolskich słów oznaczających spalanie: żec, żegać, żagiew, co mogło być echem po początkach osadnictwa, związanych z wypalaniem puszczy pierwotnej. Za trafnością tej tezy przemawiają także nazwy okolicznych miejscowości: Żary, Zgorzelec, Pożarów.
W 1475 roku w łacińskich statutach Statuta synodalia episcoporum Wratislaviensium miejscowość wymieniona jest w zlatynizowanej formie Zager. W roku 1613 śląski regionalista i historyk Mikołaj Henel z Prudnika wymienił miejscowość w swoim dziele o geografii Śląska pt. Silesiographia podając jej łacińskie nazwy: Saganum, Zeganum. Na miedziorycie autorstwa Johanna W. Wielanda i Matthaeusa von Schubartha z 1736 roku widnieje z kolei łacińska nazwa Saganensis.
W 1750 roku nazwa Zegan wymieniona została w języku polskim przez Fryderyka II pośród innych miast śląskich w zarządzeniu urzędowym wydanym dla mieszkańców Śląska. Inną polską nazwę – Żegan – wymienił śląski pisarz Józef Lompa w książce „Krótki rys jeografii Szląska dla nauki początkowej” wydanej w Głogówku w 1847 roku. Z kolei słownik geograficzny Królestwa Polskiego z 1895 podaje polską nazwę Żegań oraz łacińskie: Saganum, Zagano i Sagnum.
Na początku XX wieku zaczęto używać również niemiecką nazwę Sagan in Schlesien, a od połowy lat 30. do 1945 także Sagan am Bober.
Przez krótki okres po zakończeniu II wojny światowej używana była historyczna nazwa Żegań. 19 maja 1946 nazwa miasta została urzędowo ustalona w brzmieniu Żagań. Tymczasem po przyłączeniu Międzylesia do Warszawy w połowie lat 50. jedną z ulic nazwano Żegańską, która obowiązuje do dnia dzisiejszego.

## Historia

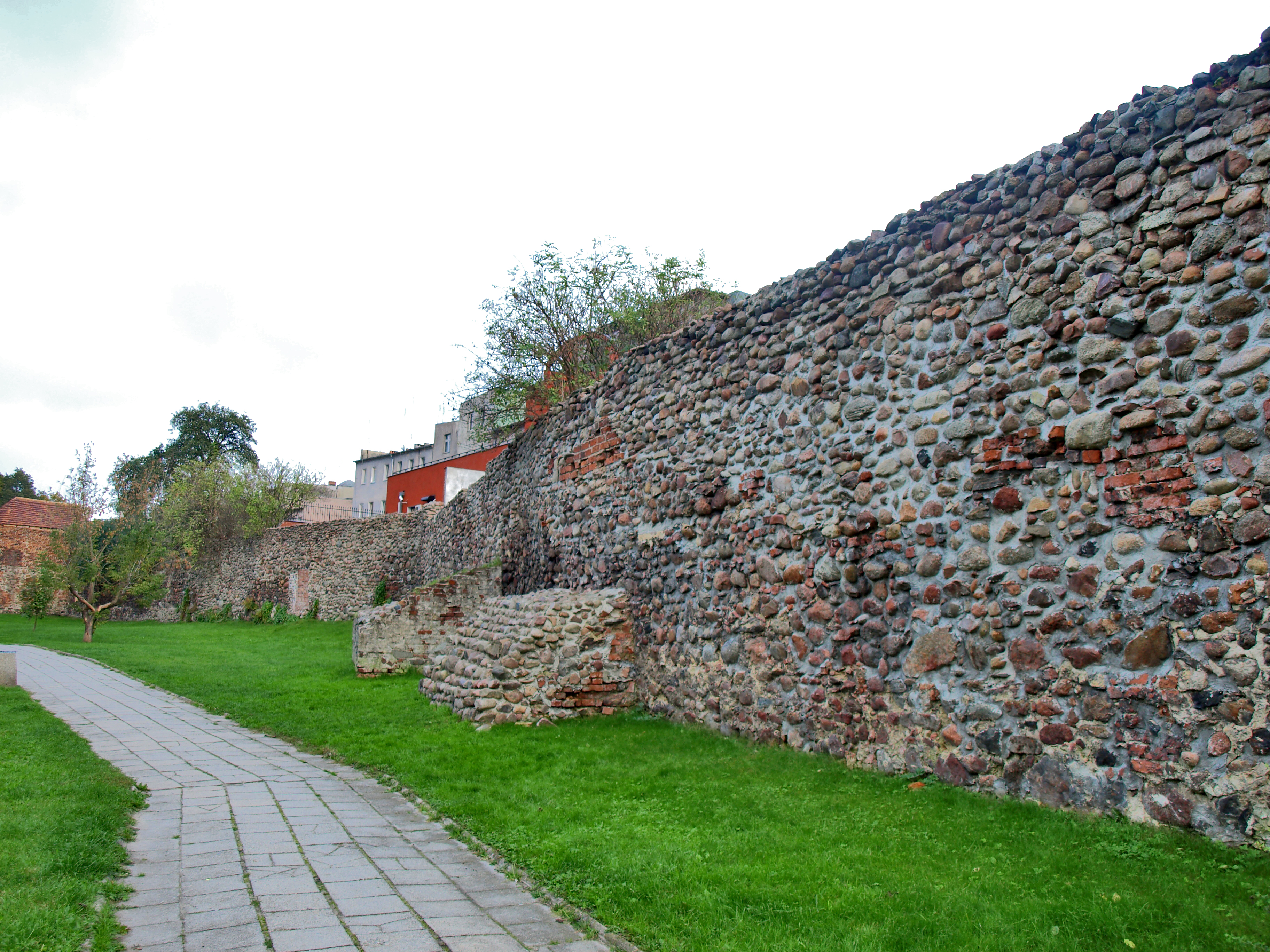
Mury miejskie (XIV-XVI w.)

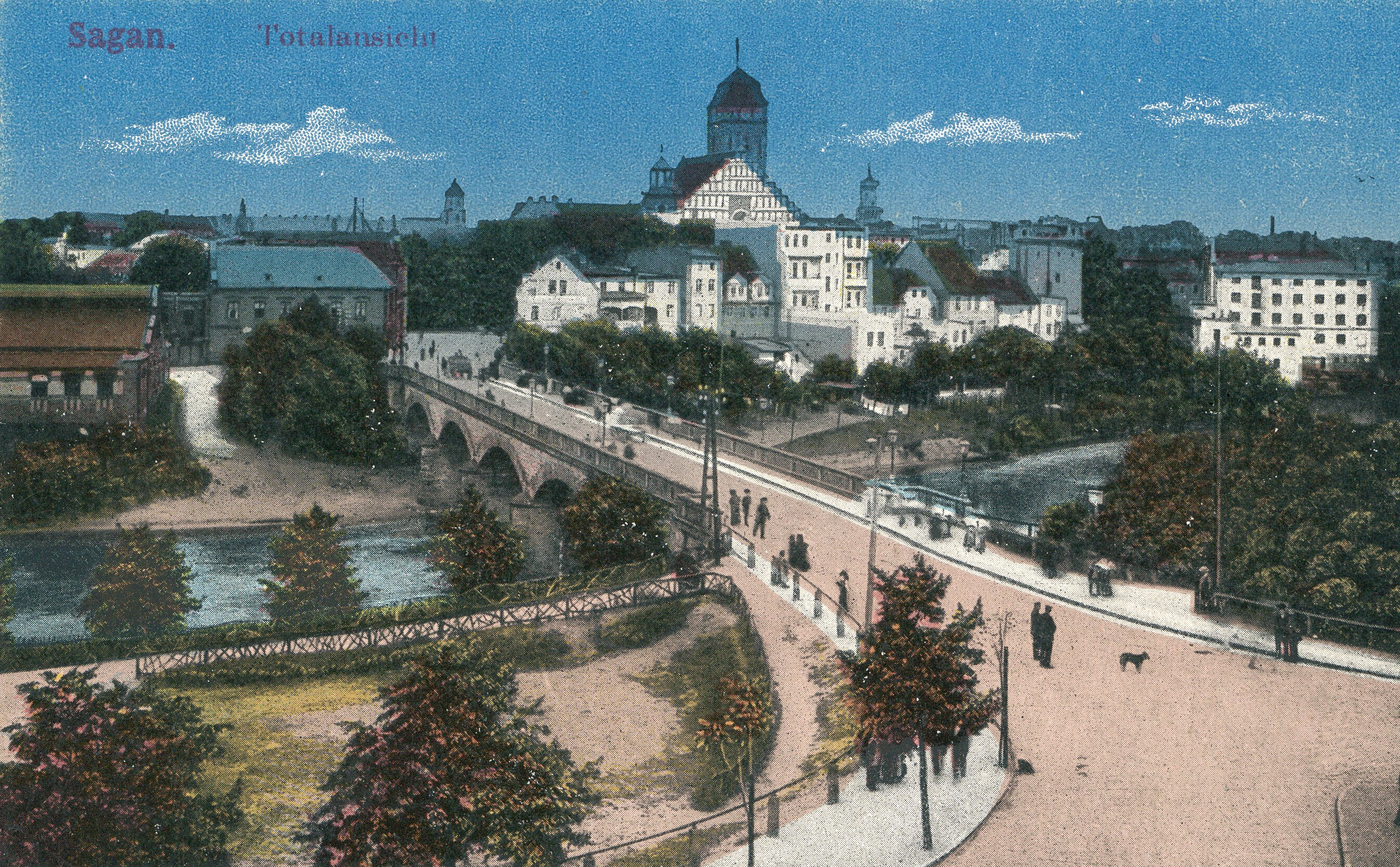
Panorama Żagania około 1910–1917

Według legendy Żagań został założony ok. 700 roku przez słowiańską księżniczkę Żagannę, która była córką Wandy, a wnuczką króla Kraka. Dziś jej imię nosi jedna z głównych ulic miasta.
| 1618 | ok. 4000 | 1939       | 22 343 |
| 1660 | ok. 1300 | 1945 (VII) | 300    |
| 1756 | 2860     | 1945 (XII) | 1776   |
| 1764 | 2466     | 1950       | 10 340 |
| 1772 | 3010     | 1960       | 18 100 |
| 1780 | 3335     | 1972       | 22 000 |
| 1786 | 3531     | 1980       | 24 271 |
| 1792 | 3995     | 1993       | 28 162 |
| 1796 | 4317     | 1996       | 28 467 |
| 1804 | 4647     | 2000       | 27 774 |
| 1830 | 5500     | 2001       | 27 741 |
| 1910 | 15 400   | 2004       | 26 665 |

Pierwsza historyczna wzmianka o Żaganiu, jako grodzie kasztelańskim, pochodzi z 23 maja 1202 roku. Wówczas kasztelan żagański Stefan (comes Stephanus castellanus meus de Sagan) został wymieniony po raz pierwszy w charakterze świadka w dokumencie wystawionym przez Henryka Brodatego dla klasztoru w Lubiążu. Gród powstał zapewne wcześniej, lecz po roku 1155, gdyż wydana wtedy bulla papieska, wymieniająca wszystkie graniczne kasztelanie Śląska, Żagania nie ujmuje. Lokalizacja grodu nie została dotychczas naukowo ustalona, ale przyjęło się, że był on położony nad Bobrem w odległości około 1,5 km na północ od powstałego później miasta. Bardzo prawdopodobne, że znajdował się on na Wzgórzu Zamkowym. Gród strzegł przeprawy, przez którą szedł Niski Trakt, ważny szlak handlowy, łączący Wielkopolskę z południowymi Niemcami.
W pobliżu grodu powstała, zapewne już w XII wieku, osada typu targowego. Położona była na terenie obecnej wsi Stary Żagań, gdzie zachowany jest do dziś romański kościół. Niedogodne usytuowanie osady w stosunku do głównego traktu handlowego, stało się przyczyną translokacji targu, które nastąpiło około 1230 roku. Osada została przeniesiona w pobliżu przeprawy, na terenie obecnego śródmieścia Żagania. Nową osadę zlokalizowano prawdopodobnie w okolicach obecnego zespołu poaugustiańskiego. Jej szybki rozwój sprawił, że miasto otrzymało od księcia Konrada I prawa miejskie. Nie zachował się jednak akt lokacyjny, stąd też dokładna data nadania praw miejskich jest niemożliwa do ustalenia, aczkolwiek musiało to nastąpić między 1248 a 1260 rokiem.
Kościół szpitalny wzniesiony przy szpitalu pod tym samym wezwaniem założono w drugiej połowie XIII wieku na dawnym żagańskim przedmieściu, czyli poza murami miejskimi, przy obecnej ulicy Armii Krajowej. Pierwsza wzmianka w dokumentach pochodzi z 1320 r. mówiąca o zwiększeniu dotacji na kościół przez księcia Henryka IV. Następna pochodzi z 1349 roku kiedy to żagański mieszczanin Peter Unglowbe (posiadał również Słocinę i Podbrzezie Dolne) Cisów przekazywał na rzecz szpitala św. Ducha w Kożuchowie. Pierwotnie była to prosta budowla posiadająca tylko nawę i prezbiterium. Prawdopodobnie w XV w nastąpiła przebudowa kościoła w stylu gotyckim. Nawa otrzymała wówczas nowy płaski strop a prezbiterium sklepienie sieciowe. Od północy dobudowano również małą zakrystię. W latach 1522–1524 oddany był do użytkowania luteranom. Kolejnej przebudowy dokonano w drugiej połowie XVII w. Nastąpiła wówczas rozbudowa kościoła w kierunku zachodnim, a wnętrza otrzymały nowe wyposażenie. Z tego okresu pochodzą też otwory okienne. Szpital znajdował się na zapleczu kościoła, a całość otoczona była murem z bramką od ulicy. W 1830 roku wzniesione zostały nowe zabudowania szpitala, które zostały ostatecznie zlikwidowane w XIX w. Ostatnia renowacja nastąpiła w końcu XX w., kiedy to zamurowano dolne partie okien nawy i wykonano nowe elewacje.
Od końca XIII wieku Żagań był stolicą samodzielnego księstwa żagańskiego rządzonego do 1472 przez Piastów śląskich. Pierwszym księciem żagańskim był Przemko, który nakazał powiększyć miasto w kierunku wschodnim, powstał wówczas obecny plac Słowiański. W 1284 przeniósł zakon augustianów z Nowogrodu Bobrzańskiego do Żagania. W latach 1461–1472 Jan II Szalony walczył ze swoim bratem Baltazarem o Żagań, który natychmiast po wygranej w 1472 sprzedał księstwo żagańskie książętom saskim. W tym okresie księstwem rządziło pięciu książąt z rodu Wettinów, z których ostatni, książę Moritz, w 1549 wymienił Żagań za terytoria czeskie, przekazując go królowi Ferdynandowi Habsburgowi.
W 1627 cesarz Ferdynand II Habsburg sprzedał księstwo dowódcy swoich wojsk Albrechtowi Wallensteinowi. Za jego rządów miasto bardzo się rozwinęło. Albrecht Wallenstein sprowadził do miasta wielkiego uczonego, astronoma Jana Keplera, który prowadził w Żaganiu obserwacje astronomiczne i meteorologiczne. Dzięki jego zabiegom uruchomiono pierwszą drukarnię w mieście (1629), a także rozpoczęto przebudowę średniowiecznego zamku na barokowy pałac. Drukarnię tę otworzył zięć Keplera – Jakub Bartsch wydając w niej ostatnie dzieła Keplera – w 1630 kolejny tom Efemeryd, zaś w 1634 Somnium. Dalsze losy drukarni są nieznane.

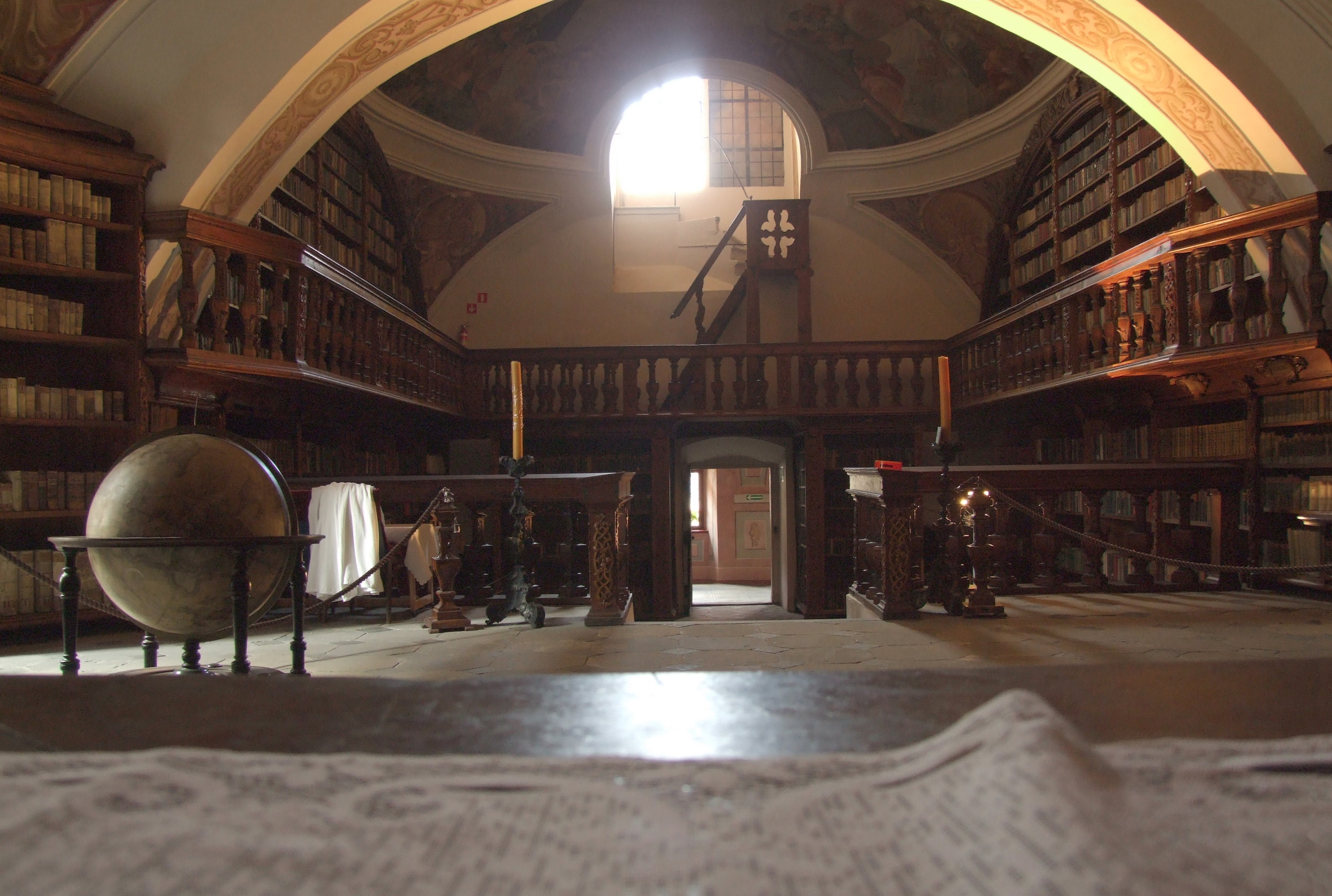
Wnętrze biblioteki poaugustiańskiej

W latach 1632–1633 zarazy oraz liczne grabieże spowodowały spustoszenia i zniszczenia Żagania oraz jego okolic. Po tragicznej śmierci Wallensteina w 1634 miasto wróciło pod władanie Habsburgów. Odbudowa miasta miała miejsce za panowania księcia Wacława Euzebiusza Lobkowica, któremu odstąpił księstwo cesarz Ferdynand III Habsburg. W 1677 w mieście wybuchł ogromny pożar, który strawił wiele kościołów i budynków, w tym także bibliotekę klasztoru augustianów. W 1730 znów wybuchł wielki pożar, w wyniku którego spłonęło prawie całe miasto. Odbudowę rozpoczęto jeszcze w czasach habsburskich, borykano się jednak z trudnościami finansowymi.
W 1785 księstwo przeszło w posiadanie Piotra Birona, księcia kurlandzkiego. W latach 1842–1862 za czasów panowania księżnej Doroty de Talleyrand-Périgord, najmłodszej córki Birona, Żagań stał się ważnym ośrodkiem życia kulturalnego i politycznego o znaczeniu ponadregionalnym. W mieście przebywały wówczas takie sławy jak Ferenc Liszt, Božena Němcová czy Honoré de Balzac. Po śmierci księżnej Doroty księstwo żagańskie przeszło w ręce jej syna Napoleona Ludwika de Valencay i jego spadkobierców. W czasie I wojny światowej istniał obóz jeńców rosyjskich, a po 1919 przetrzymywano tu powstańców wielkopolskich i polskich działaczy niepodległościowych. Potomkowie Birona rządzili Żaganiem do 1935 roku, kiedy to władze III Rzeszy skonfiskowały pałac książęcy, a samego księcia Bosona II uznały za wroga państwa i pozbawiły obywatelstwa.
Podczas II wojny światowej Żagań i okoliczne miejscowości stały się miejscem lokalizacji obozów jenieckich. Jesienią 1939 Niemcy zorganizowali Stalag VIII C, którego pierwszymi jeńcami byli Polacy – uczestnicy kampanii wrześniowej, jednak w późniejszym okresie znalazło się tu kilkadziesiąt tysięcy jeńców różnych narodowości.
Najbardziej znanym żagańskim obozem jenieckim był Stalag Luft 3, przeznaczony dla alianckich lotników, z którego w nocy z 24 na 25 marca 1944 miała miejsce Wielka ucieczka. 76 jeńców uciekło wówczas przez tunel w ziemi, drążony wcześniej przez wiele miesięcy. Ostatecznie tylko trzem uczestnikom udało się zbiec. Wielka ucieczka doprowadziła do furii Hitlera, który rozkazem znanym w historii jako Sagan-Befehl rozkazał zabić wszystkich uczestników ucieczki.
W styczniu 1944 przy obecnej ul. Kożuchowskiej (wówczas niem. Freistädter Chaussee, od Freistadt – Kożuchów) uruchomiony został podobóz Stalagu Luft III – Kriegsgefangenlager der Luftwaffe nr 4 Sagan-Belaria. Leżał na północno-wschodnich przedmieściach miasta w pobliżu parku Belaria i rozciągał się w kierunku Wzgórza Zamkowego (niem. Burgberg) z wieżą Bismarcka. Powstał w przebudowanym wcześniejszym obozie dla jeńców radzieckich (Arbeitskommando Belaria) wykorzystywanych do pracy m.in. na lotnisku Sagan Küpper (niem. Küpper – Stara Kopernia) obecnie przynależnemu administracyjnie do podżagańskiego Tomaszowa.
16 lutego 1945, po czterodniowych zaciętych walkach, oddziały 117 Berdyczowskiej Gwardyjskiej Dywizji Strzeleckiej zajęły prawobrzeżną część Żagania. Następnego dnia oddziały niemieckie, zagrożone okrążeniem, wycofały się z lewobrzeżnej części miasta. 18 lutego 1945 w budynku przy ul. Keplera 24 (obecna siedziba WKU) rozpoczął swoje urzędowanie Zarząd Wojskowego Komendanta Miasta Żagania (ros. Управление военного коменданта города Заган). 10 maja 1945 do miasta przybył pełnomocnik rządu na Obwód nr 22 (Żagań), Henryk Grabarczyk wraz z grupą organizacyjną administracji i dwudziestoma funkcjonariuszami MO pod dowództwem sierżanta Franciszka Krupnika. Rozpoczęto wówczas proces wysiedlania ludności niemieckiej. Na ich miejsce przybyli przymusowi polscy wysiedleńcy z Kresów Wschodnich oraz ludność z różnych regionów Polski. Rozpoczęła się mozolna odbudowa miasta, które podczas wojny uległo ogromnym zniszczeniom.
Na podstawie dekretu PKWN z 31 sierpnia 1944 zostały utworzone miejsca odosobnienia, więzienia i ośrodki pracy przymusowej dla „hitlerowskich zbrodniarzy oraz zdrajców narodu polskiego”. Obóz pracy nr 205 Ministerstwo Bezpieczeństwa Publicznego utworzyło w Żaganiu. W 1967 władze PRL i Francji podpisały porozumienia o wypłacie odszkodowania za dobra żagańskie w wysokości 2,5 mln dolarów, które spłacano do 1983.

## Garnizon Żagań
Żagań był i jest kojarzony z dużym garnizonem wojskowym. Wojsko stacjonuje w Żaganiu nieprzerwanie od drugiej połowy XIX wieku. Najpierw były to wojska pruskie, później Reichswehra następnie Wehrmacht. Po II wojnie światowej – Armia Czerwona (do 1993 roku) i Ludowe Wojsko Polskie, a obecnie Siły Zbrojne Rzeczypospolitej Polskiej i wojska NATO, tj. Pancerna Brygadowa Grupa Bojowa (ang. Armored Brigade Combat Team).

## Zabytki
Do wojewódzkiego rejestru zabytków wpisane są:
- miasto, z XVI wieku, XVIII wieku

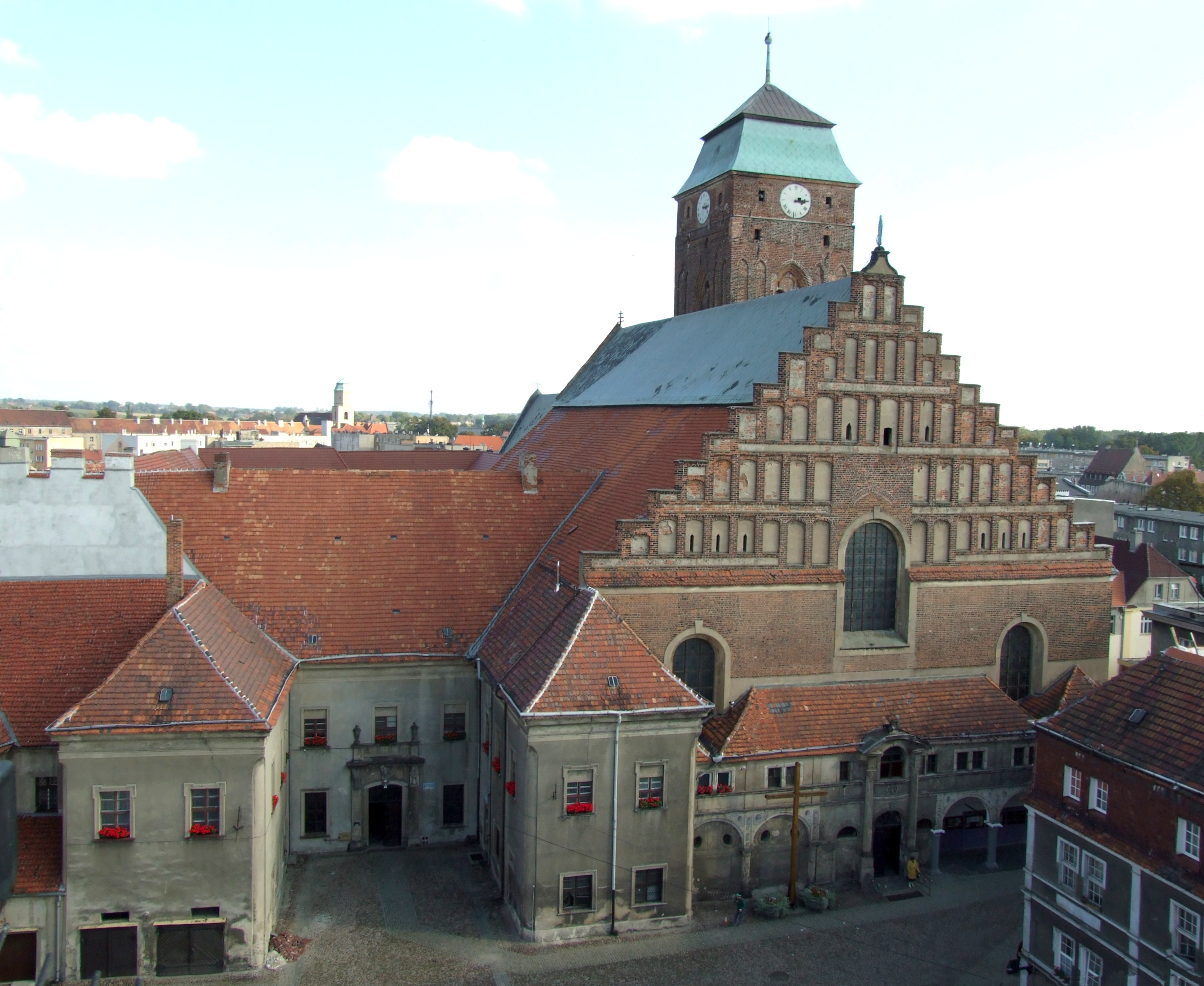
Kościół pw. Wniebowzięcia Najświętszej Marii Panny (poaugustiański)

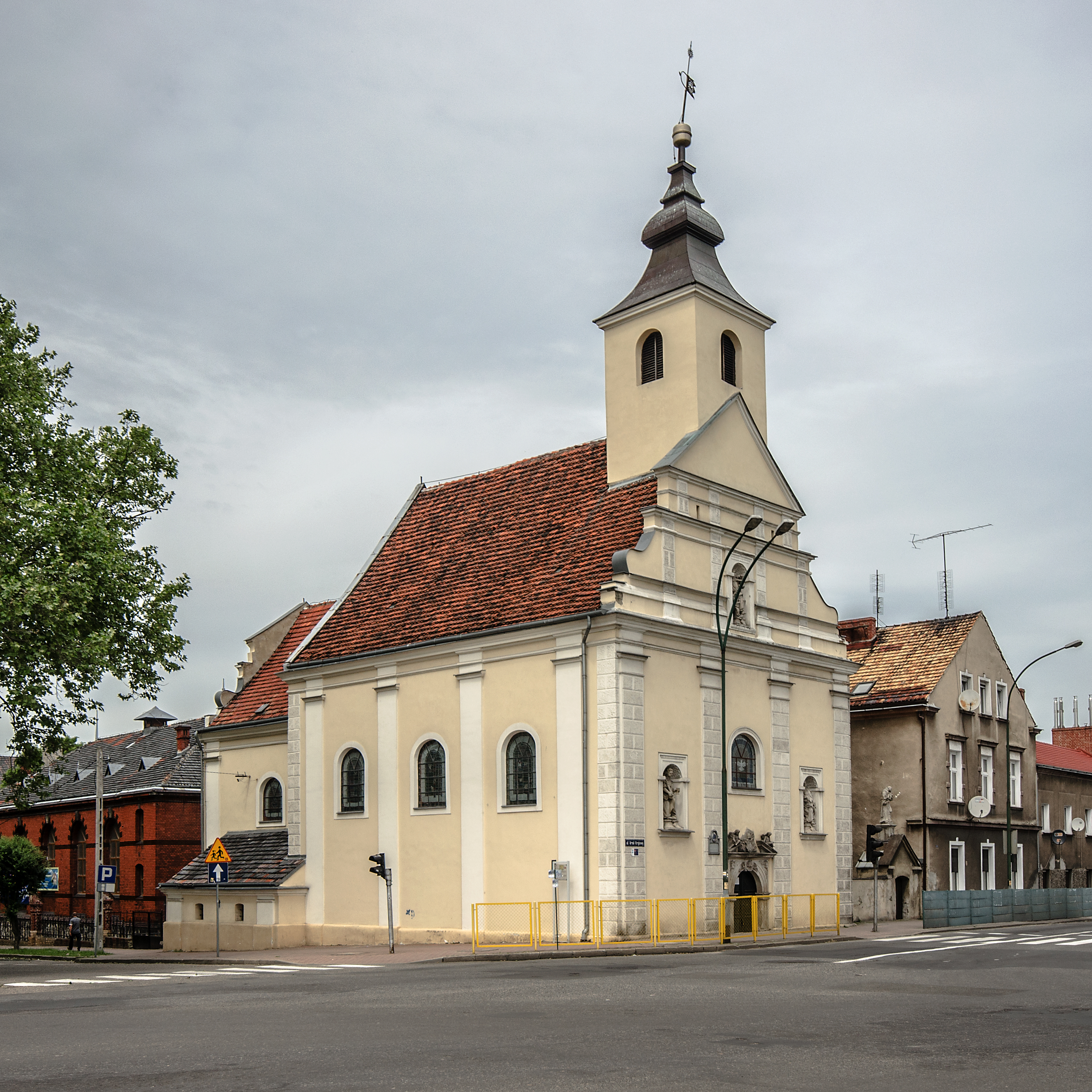
Kościół pw. Świętego Ducha

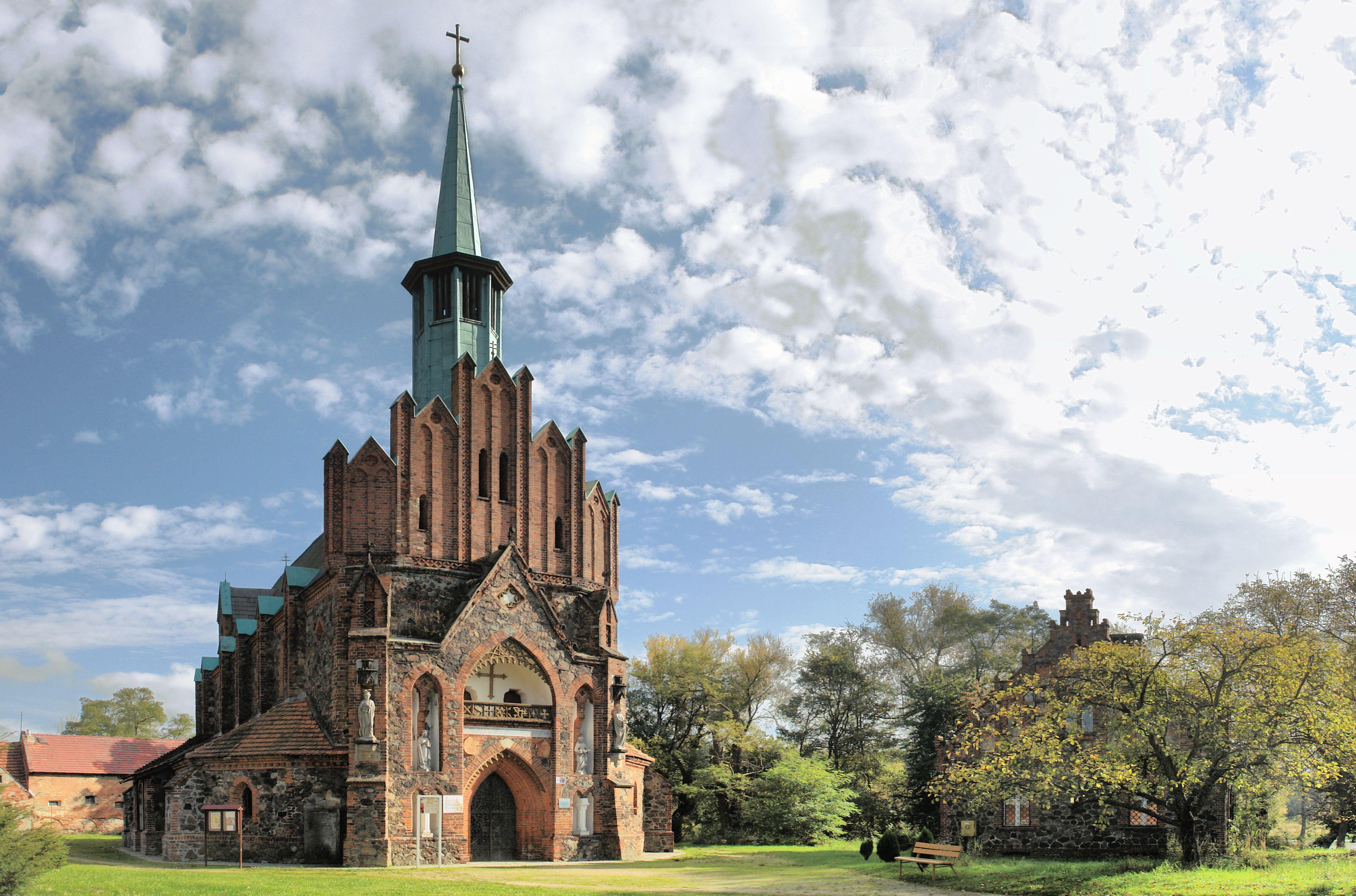
Kościół św. Krzyża

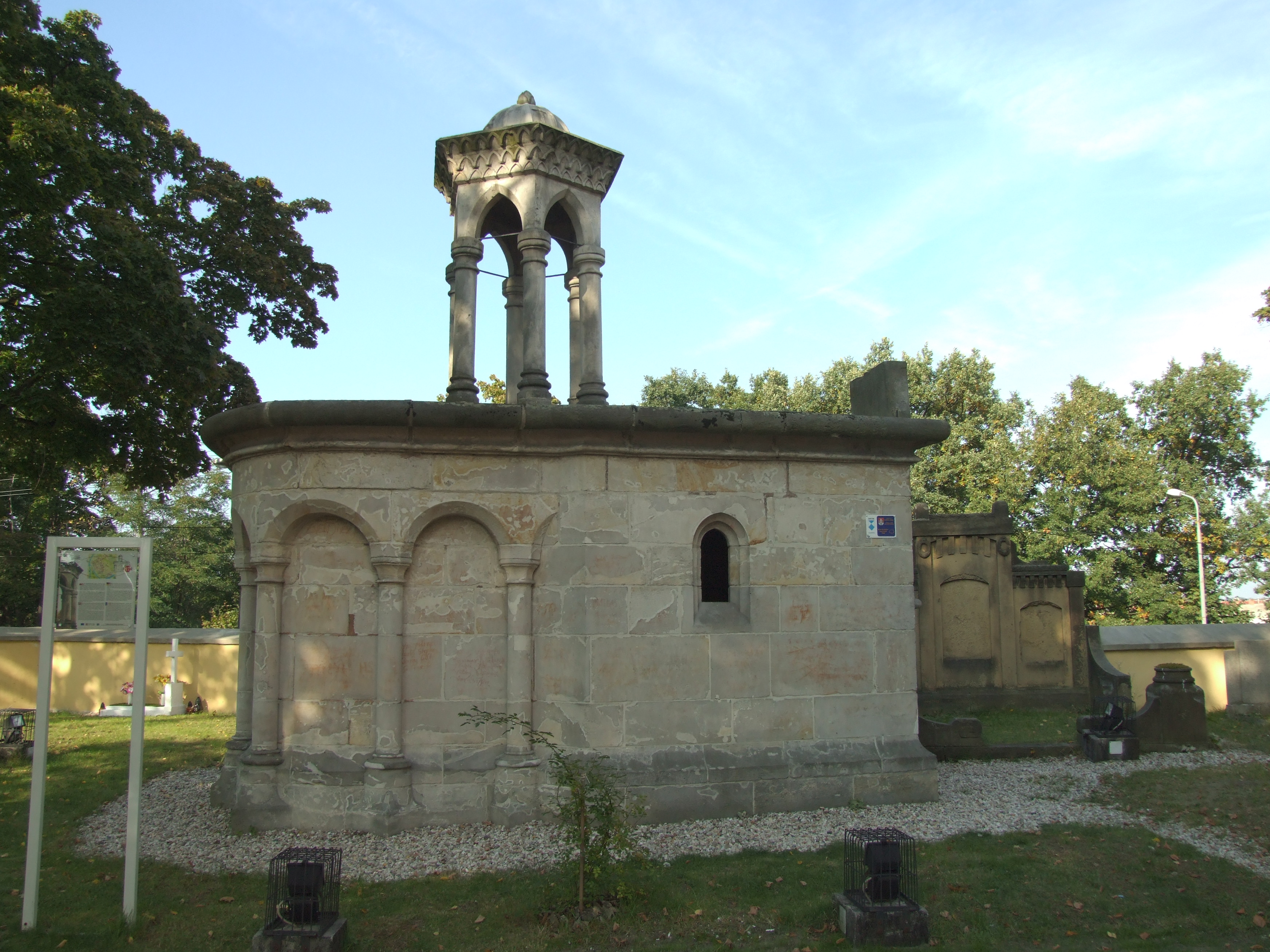
Kaplica Grobu Chrystusa – kopia kaplicy w Jerozolimie

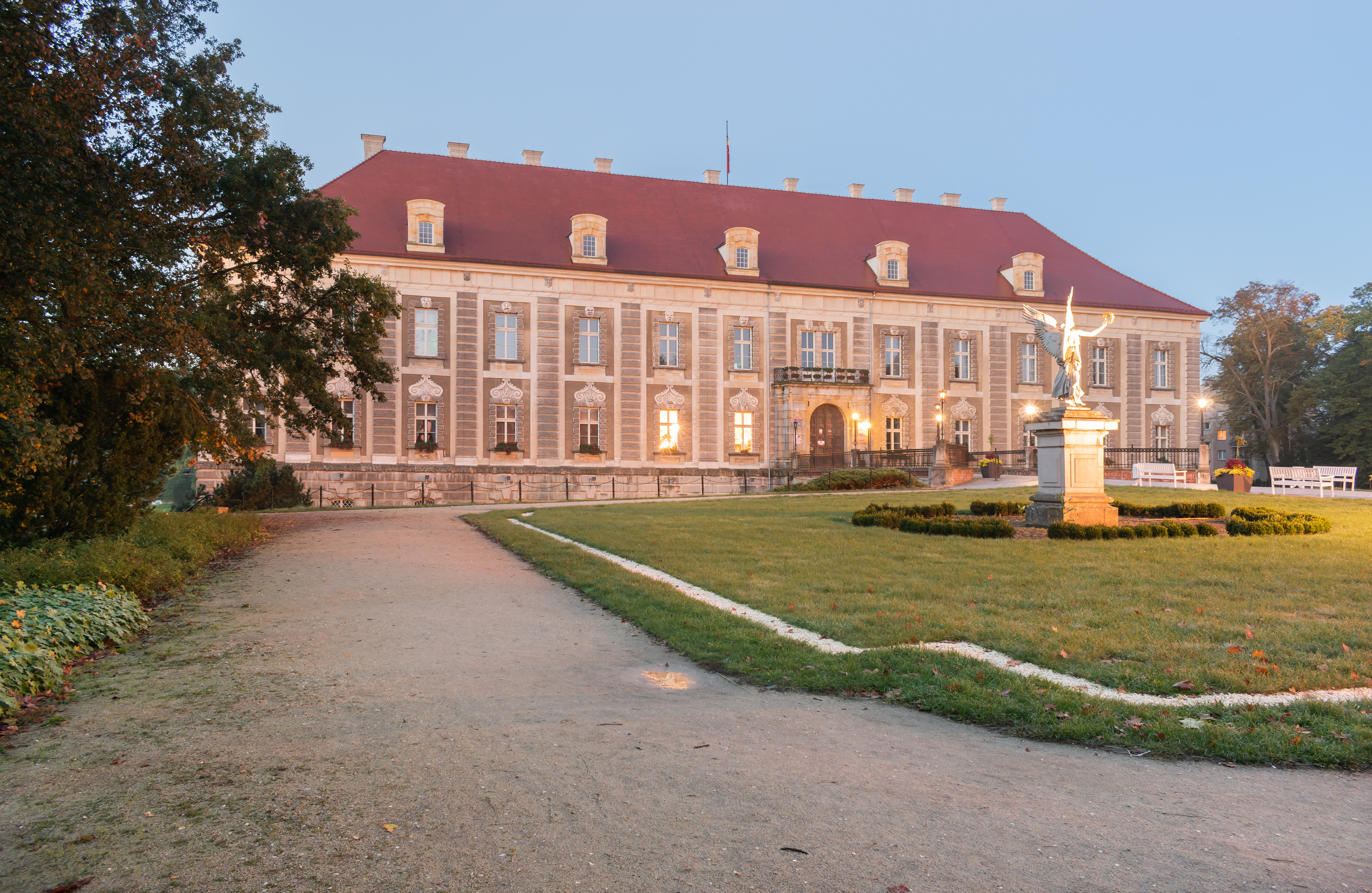
Pałac Książęcy

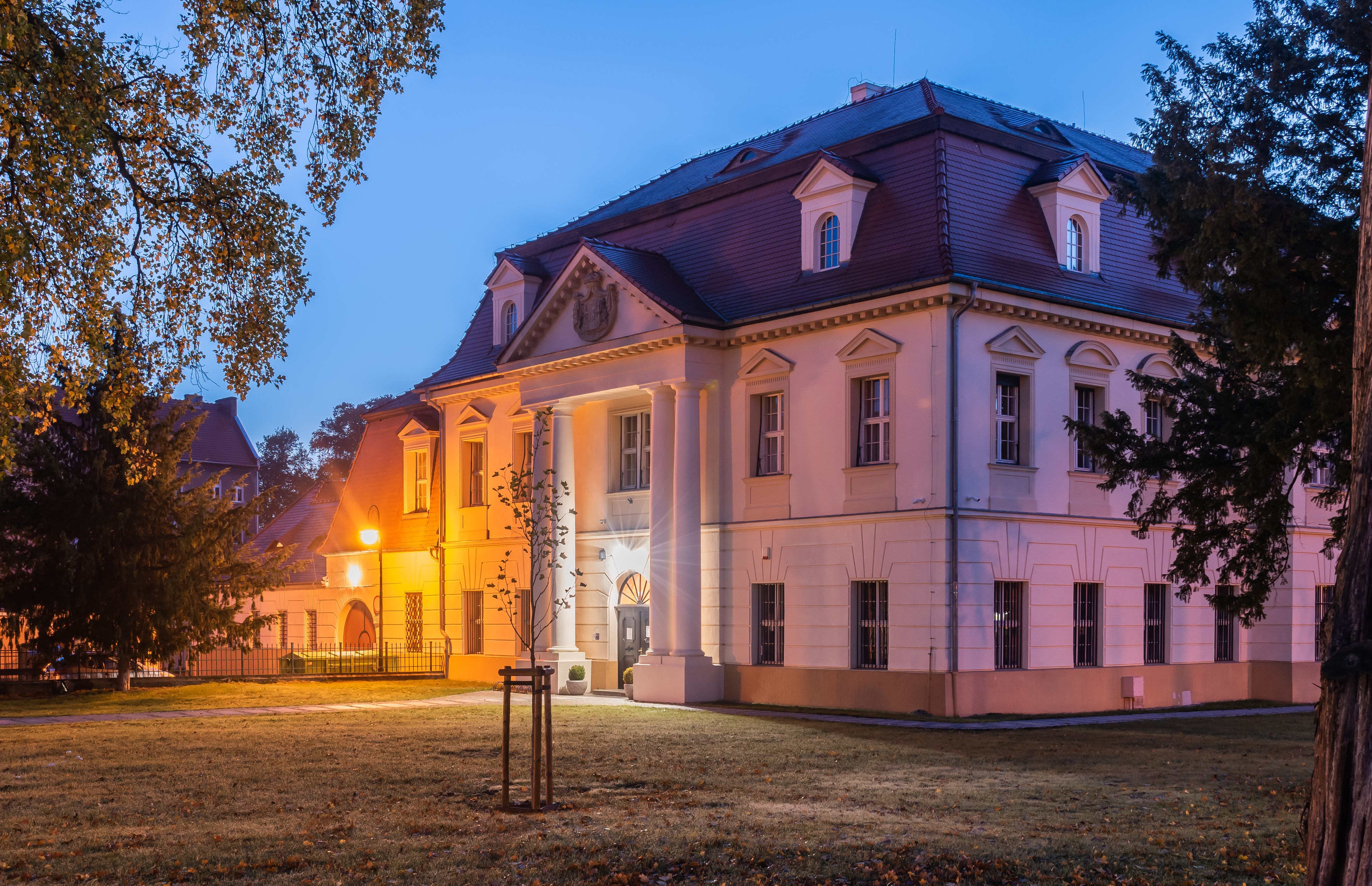
Pałac kamery książęcej, obecnie sąd rejonowy

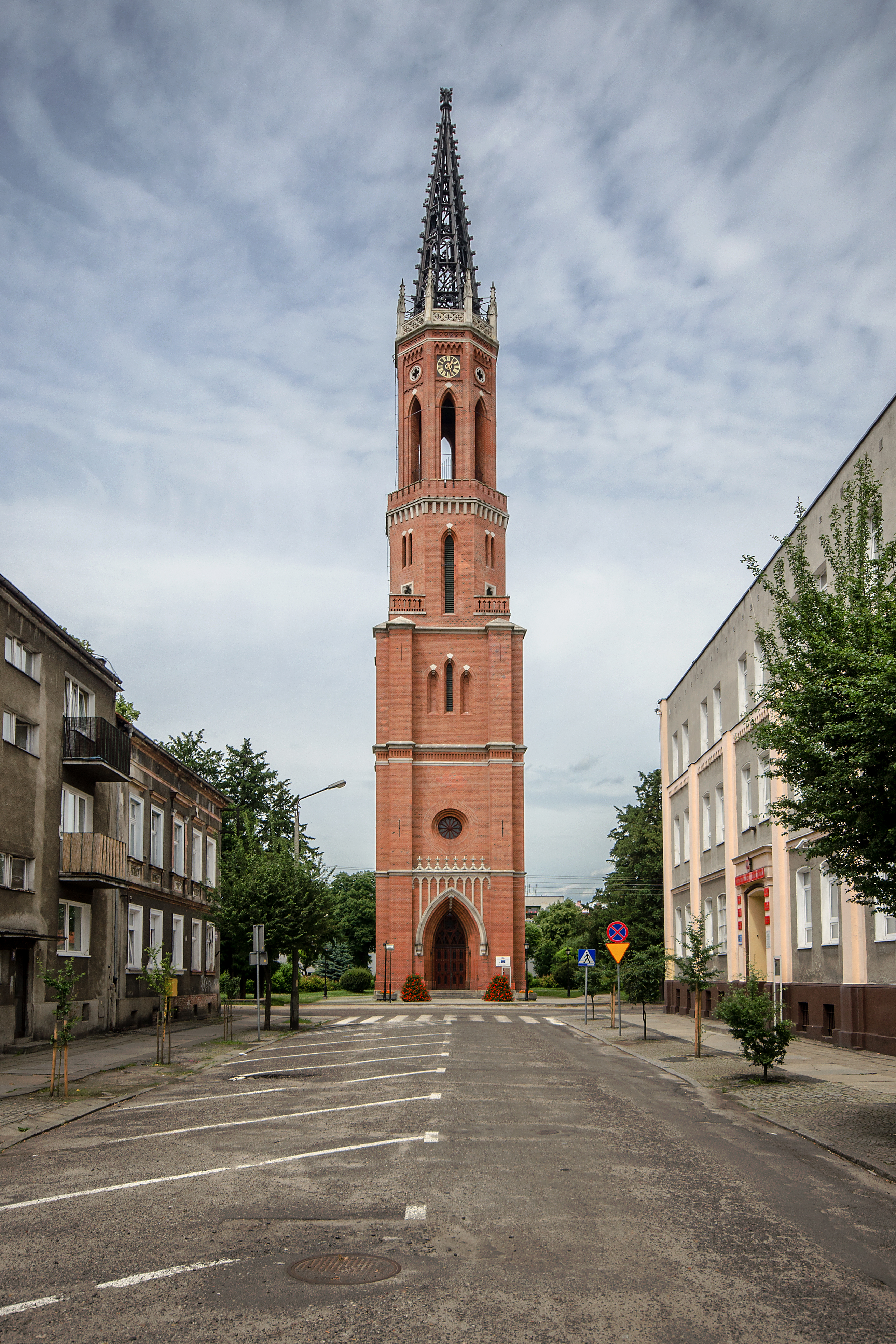
Wieża kościoła ewangelickiego

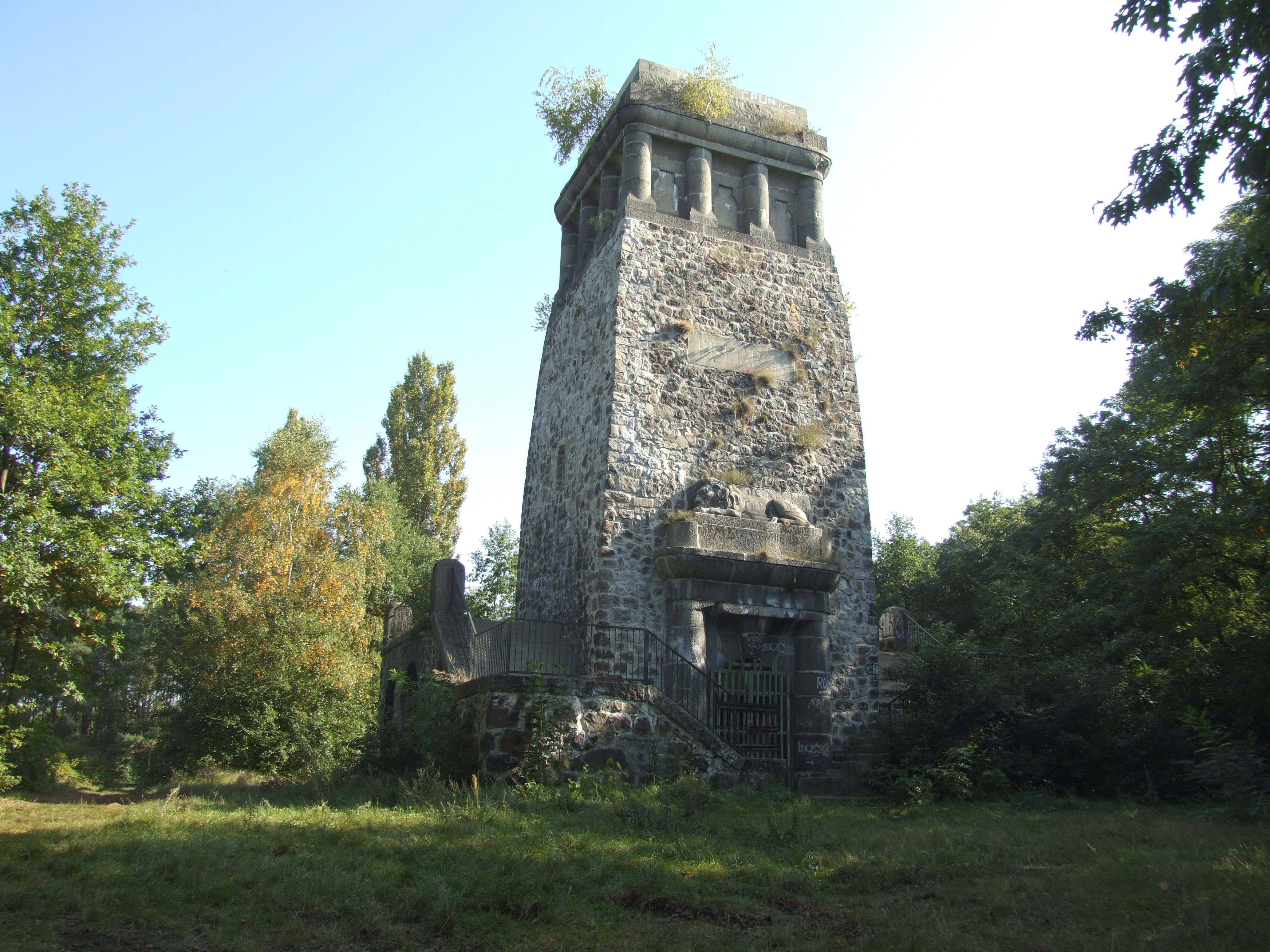
Wieża Bismarcka w Żaganiu

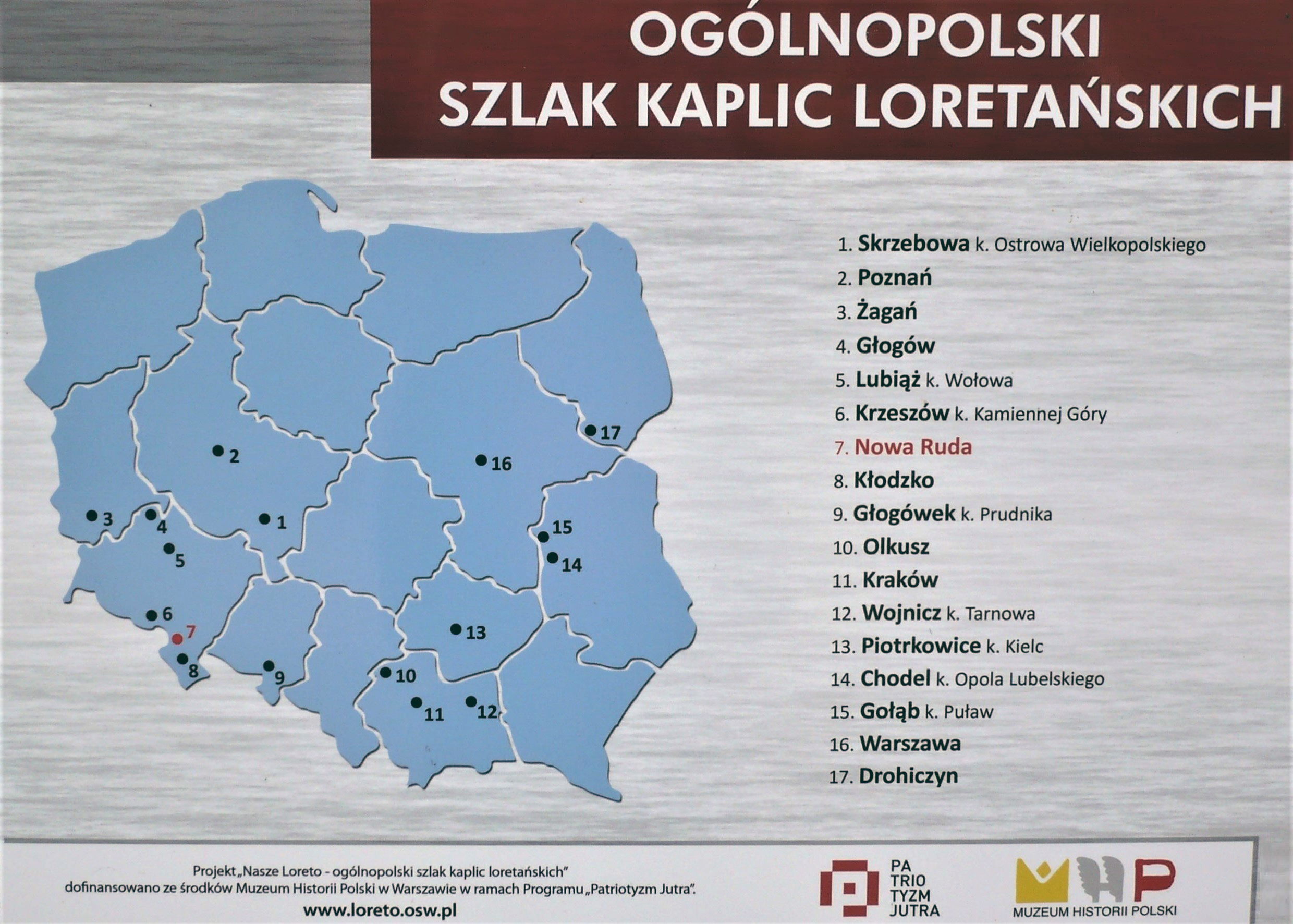
Ogólnopolski szlak kaplic loretańskich – tablica

- kościół pw. Świętego Ducha, filialny, późnobarokowy z lat 1701–1702, wieża nadbudowana w 1785 r. Wyposażenie także późnobarokowe, ul. Armii Krajowej
- kościół pw. Świętego Krzyża, dawniej szpitalny, obecnie parafialny, wzniesiony z fundacji księżnej Doroty de Talleyrand-Périgord w 1848 r. według projektu Leonarda Schatzeberga z wykorzystaniem reliktów gotyckiej kaplicy. Wnętrze z bogatym wyposażeniem stolarsko-rzeźbiarskim i kowalskim (kraty) ma jednolity neogotycki charakter o dużych wartościach artystycznych. W kościelnym mauzoleum pochowani zostali katoliccy członkowie rodziny książęcej: księżna Katarzyna Wilhelmina, Dorota Talleyrand i jej syn Ludwik Napoleon, ul. Szpitalna
- kościół pw. Nawiedzenia Najświętszej Marii Panny, cmentarny, drewniany zbudowany w 1404 r., murowany w 1484 r., przebudowany przez dostawienie kaplicy w XVII-XVIII wieku. W obecnej postaci barokowy z zachowanymi częściowo cechami gotyku. W późnorenesansowym wnętrzu znajdują się trzy barokowe ołtarze, ul. Podgórna 16:
  - cmentarz przy kościele z 1539 roku: kaplica, obecnie kostnica z 1691 roku; kaplica „Namaszczenia” z 1691 roku; dwie bramy, XVII/XVIII wieku; kaplica grobowa księżnej żagańskiej Rachel de Talleyrand-Prigord, 1895 z roku; Kaplica Bożego Grobu ul. Żarska, zbudowana po 1598 roku z inicjatywy opata żagańskiego konwentu augustianów – Jakuba II. Budowla jest wierną kopią Kaplicy Grobu Chrystusowego w Jerozolimie; kaplica staroluterańska, obecnie kościół polsko-kat. parafialny pod wezwaniem Podwyższenia Krzyża Świętego, ul. Wojska Polskiego z 1902 roku
- zespół klasztorny poaugustiański z XIV–XVIII wieku, złożony z kościoła parafialnego, dawnego klasztoru i konwiktu oraz spichlerza klasztornego, położony jest w północno-zachodniej części starego miasta. 28 lutego 2011 r. uznany za pomnik historii[46], plac Klasztorny:
  - kościół obecnie parafialny pod wezwaniem Wniebowzięcia Najświętszej Marii Panny; źródłowo potwierdzony w 1272 r. ma prawdopodobnie wcześniejsze pochodzenie. Układ ani kształt trzynastowiecznej budowli nie jest znany. W drugiej połowie XIV wieku zakonnicy wznieśli trzynawową bazylikę. Po pożarach w latach 1472 i 1486 kościół został odbudowany w konstrukcji halowej. Poważna przebudowa miała miejsce w 1515, gdy wzniesiono nową wieżę i wielki zachodni szczyt oraz podwyższono nawę główną. W roku 1602 od zachodu dobudowano dwukondygnacyjną loggię. Po pożarze w 1730 odbudowane wnętrze otrzymało bogaty wystrój sztukatorsko-rzeźbiarski, wykonany przez Jana Urbańskiego i Jana Haberla z Wrocławia. Barokowy wystrój otrzymały także okna. Zewnętrzna architektura mimo przebudów zachowała charakter gotycki. Loggia jest renesansowa. Wyposażenie wnętrz barokowe. Uwagę zwracają stalle z 1695, gotycki sarkofag księcia głogowsko-żagańskiego Henryka IV oraz XVI-wieczny ołtarz św. Trójcy
  - dawny klasztor augustianów, obecnie plebania i biura parafialne. Augustianie sprowadzeni z Nowogrodu Bobrzańskiego w 1284 r. przez Przemka ścinawskiego zajęli początkowo plebanię. W 1285 r. książę Konrad II Garbaty przekazał im zamek, który w połowie XIV wieku rozbudowali, wznosząc ponadto pałac opacki. W następnych wiekach klasztor poddawano wielokrotnym przebudowom. Po pożarze w 1730 został przekształcony w duchu baroku i powiększony. Jedynie część pomieszczeń w skrzydle wschodnim zachowała charakter gotycki. Dwukondygnacyjna budowla jest murowana z cegły. Poza pierwotnymi celami braci i kapitularzem mieści kaplicę św. Anny z gotyckimi sklepieniami oraz biblioteką klasztorną z XVIII-wiecznym wystrojem, zbiorem starodruków i dwoma XVII-wiecznymi globusami. Sklepienia biblioteki są ozdobione freskami z 1736 roku, autorstwa Georga Wilhelma Neunhertza
  - dawny konwikt, budynek mieszkalno-gospodarczy, późnobarokowy, z XV wieku, przebudowany w latach 1740–1758 na miejscu klasztornych budynków gospodarczych i szkoły nowicjatu – następnie przeznaczony na sąd i areszt. W latach 1972–1975 odbudowany i adaptowany na hotel turystyczny PTTK
  - dawny spichlerz klasztorny późnogotycki z końca XV wieku, częściowo przekształcony w XIX-XX w. Murowany z cegły o elewacji frontowej rozczłonkowanej wąskimi, ostrołukowymi blendami. W roku 1978 przystąpiono do adaptacji z przeznaczeniem na zaplecze „Domu Turysty”
- zespół klasztorny, pofranciszkański z resztkami klasztoru franciszkanów z XIII wieku, XIV wieku, XVI-XIX wieku. Franciszkanie zostali sprowadzeni do Żagania w 1272 r. przez księcia Konrada Garbatego, który ufundował im klasztor i kościół poza obrębem murów miejskich – na wschodnim przedmieściu[47]. Opuszczony w czasie reformacji kościół przejęli ewangelicy. W 1633 r. świątynia przeszła w ręce jezuitów, którzy na miejscu klasztoru wznieśli okazałe kolegium, ul. Gimnazjalna:
  - kościół pod wezwaniem śś. Piotra i Pawła, ufundowany przez Konrada Garbatego w 1293 r. Z tego okresu pochodzą obecnie mury korpusu i prezbiterium. W XV wieku dobudowano kaplicę. Po pożarze w 1486 r. odbudowa trwała do początku XVI wieku, kiedy założono sklepienie kryształowe. Wieżę odbudowali ewangelicy w 1604. Dalsze remonty i przebudowy miały miejsce w latach 1696–1752 i w końcu XVIII wieku, gdy przekształcono elewację wieży w duchu klasycystycznym. Mimo przekształceń kościół zachował charakter gotycki. Wyposażenie wnętrza barokowe z około 1730 r., pl. Słowiański
  - dawne kolegium jezuickie, pierwszy budynek kolegium, wzniesiony w 1655 r. zniszczył po 13 latach pożar. Na jego miejscu odbudowano południowe skrzydło obecnego barokowego założenia. Twórcą był nadworny architekt Lobkowitzów, budowniczy zamku – Antonio della Porta. W 1733 r. kolegium powiększono o aulę, zaś w drugiej połowie XVIII wieku o trzyskrzydłową część północną. Po kasacie zakonu jezuitów i sprzedaniu ich dóbr w 1787 część południową przeznaczono na szkołę, a północną (po gruntowej przebudowie i podwyższeniu) na siedzibę policji i więzienia. Od 1945 do 2009 w części północnej mieściła się Komenda Policji (obecnie przeniesiona na ul. Nowogródzką). Dawniej swoją siedzibę miała tam także Prokuratura Rejonowa, którą przeniesiono w inne miejsce. Skrzydło południowe zostało adaptowane w 1963–1965 dla potrzeb Zespołu Szkół Tekstylno-Handlowych, wcześniej Zespół Szkół Włókienniczych, ul. Gimnazjalna 13
- wieża kościoła ewangelickiego. Pierwotny kościół ewangelicki zbudowany został w 1709 r. Wzniesiony na jego miejscu w drugiej połowie XIX wieku murowany kościół, zwany Kościołem Łaski[potrzebny przypis], uległ rozbiórce w 1966 r. Do dzisiejszych czasów przetrwała 84-metrowa wieża ceglana zwieńczona żeliwną, ażurową iglicą zbudowana w latach 1843–1846. W krypcie znajdującej się pod wieżą znaleźli miejsce spoczynku protestanccy członkowie rodziny książęcej (Piotr Biron i jego małżonka Anna Dorota, córki księcia: Joanna i Paulina oraz jego bratanek Piotr Gustaw Biron). 2 listopada 2004 wieża, po trwającym kilka lat remoncie, została udostępniona dla zwiedzających, pl. Królowej Jadwigi
- zespół cmentarny, ul. Kożuchowska, z XIX wieku
- mury miejskie – obronne, fragmenty z XIV-XVI wieku; Żagań został otoczony murami miejskimi i fosą na początku XIV wieku. W XVIII-XIX w. mury wraz z bramami popadły w ruinie i uległy częściowej rozbiórce. Zachowane do dziś fragmenty usytuowane są wzdłuż ulicy Wałowej, Jana Keplera, w ścianach zabudowań poaugustiańskich oraz przy ulicy Rybackiej. Ten odcinek przetrwał wraz z basztą, w latach 1970–1971 został zakonserwowany i wyeksponowany
- zespół zamkowy, ul. Szprotawska 4:
  - pałac – barokowy zespół pałacowy Lobkowitzów, z lat 1631–1633, 1670–1686, XVIII wieku, XIX wieku; obecnie Żagański Pałac Kultury, usytuowany na południowo-wschodnim obrzeżu miasta na miejscu średniowiecznego zamku, który był posadowiony około 3 m niżej od pałacu. W 1627 księstwo żagańskie nabył ówczesny dowódca wojsk austriackich, książę Albrecht Wallenstein. Z jego inicjatywy, około roku 1630 na miejscu zamku w Żaganiu rozpoczęto budowę pałacu według projektu włoskiego architekta Vincentio Boccacci – renesansowy typ rezydencji obronnej. Tragiczna śmierć księcia spowodowała wstrzymanie budowy na długi czas. Podjął ją ponownie Wacław Lobkowic, który nabył księstwo w 1646. Prace budowlane podjęto w 1670 według projektu włoskiego architekta Antonio della Porta. Wzniesiona budowla nawiązuje wyraźnie do pałacu w Roudnicy (rodzinnym mieście Lobkowica) – dzieła tego samego architekta z 1684 roku. Powolne tempo budowy zmieniło się, gdy księstwo zakupił w roku 1786 książę kurlandzki Piotr Biron. W latach 1792–1796 wnętrza poddano przebudowie i gruntownej renowacji według architekta Chrystiana Schultze. W roku 1802 drewniane dotychczas mosty zastąpiono murowanymi. W roku 1842 księstwo przeszło na własność Doroty de Talleyrand-Périgord. Dwór żagański stał się wtedy jednym z bardziej znanych w Europie. W latach 1845–1855 przeprowadzono wiele prac modernizacyjnych. Znacznie powiększony park zamkowy otrzymał nowy, romantyczny wygląd, zaprojektowany przez Oskara Teicherta. Obecny wygląd pałacu ukształtowany został w okresie baroku. W rezultacie powstał obiekt jedyny w swoim rodzaju, niemający w architekturze polskiej odpowiednika, o układzie przestrzennym łączącym cechy właściwe barokowym pałacom francuskim skrzydło parawanowe oraz włoskim skierowanie dziedzińca w kierunku parku
  - kaplica zamkowa (loretańska) wybudowana w latach 1768/69 przez Ferdynanda Philipa Josepha Lobkowicza (nieistniejąca)[48]
  - oranżeria z rampami, z połowy XIX wieku, przy ul. Szprotawskiej
  - park geometryczny z XVII-XX wieku, o łącznej powierzchni 77,49 ha – powstały w XVII wieku, znacznie przekształcony podczas rządów Doroty de Talleyrand-Périgord. Przepływający przezeń Bóbr w naturalny sposób podzielił go na trzy części: park przedni (pałacowy, o pow. 15 ha + 1,8 ha zespół szpitalno-kościelny) – obecnie stosunkowo najlepiej utrzymany, park środkowy (bażanciarnia) – położony między dwiema odnogami Bobru, oraz park górny usytuowany między nurtem rzeki, Osiedlem Moczyń, a dworcem kolejowym (łączna powierzchnia bażanciarni i parku górnego wynosi 60,69 ha). W skład występującego na terenie parkowego założenia drzewostanu wchodzi około 50 gatunków drzew i krzewów. Najliczniej reprezentowane są: cis pospolity (19%), lipa drobnolistna (16%), grab pospolity (10%), dąb szypułkowy (9%) i robinia akacjowa (7%). Spośród okazów występujących w pojedynczych ilościach wyróżnić można platany, buki czerwone, choinę kanadyjską, sosnę wejmutkę, sosnę czarną, tulipanowiec i bożodrzew
- ratusz, z XIX wieku
- domy, ul. Józefa Piłsudskiego 21 z XVIII wieku, / Rynek 17 z XIV-XIX wieku,
- dom, ul. Ratuszowa 21 (dawna 2 Armii Wojska Polskiego) nie zachował się
- domy, ul. Bracka 11, 12, 18, 25, nie zachowały się
- dom, ul. Cmentarna 4, XVIII wieku
- dom, ul. Dąbrowskiego 3, XVIII wieku
- dom i ogród, ul. Dworcowa 30, z XIX wieku
- domy, ul. Gimnazjalna (d. Wasilewskiej) 1, 3 nie zachował się, 4, z XVIII wieku, XIX wieku
- domy, ul. Keplera 22, 38, 39, 40, 41, 44, 61 nie zachował się, z XVIII wieku, XIX wieku
- dom, pl. Klasztorny 5, z XVIII wieku
- dom, ul. Libelta 13, nie zachował się
- domy, ul. Parkowa 6, 7, 15, 23, z XVIII wieku, XIX wieku
- dom, ul. Pomorska 1, z 1894 roku

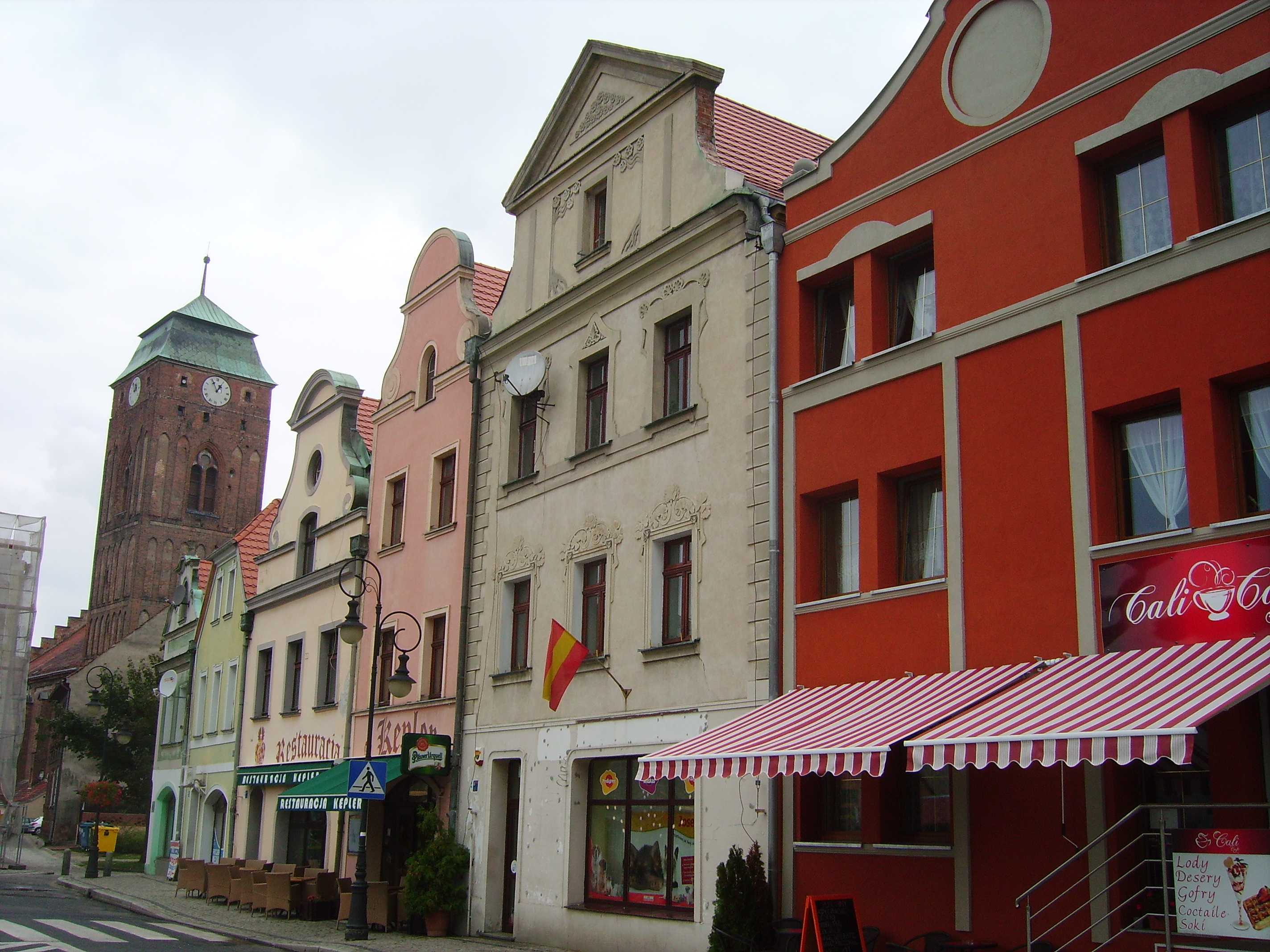
Rynek, kamienice

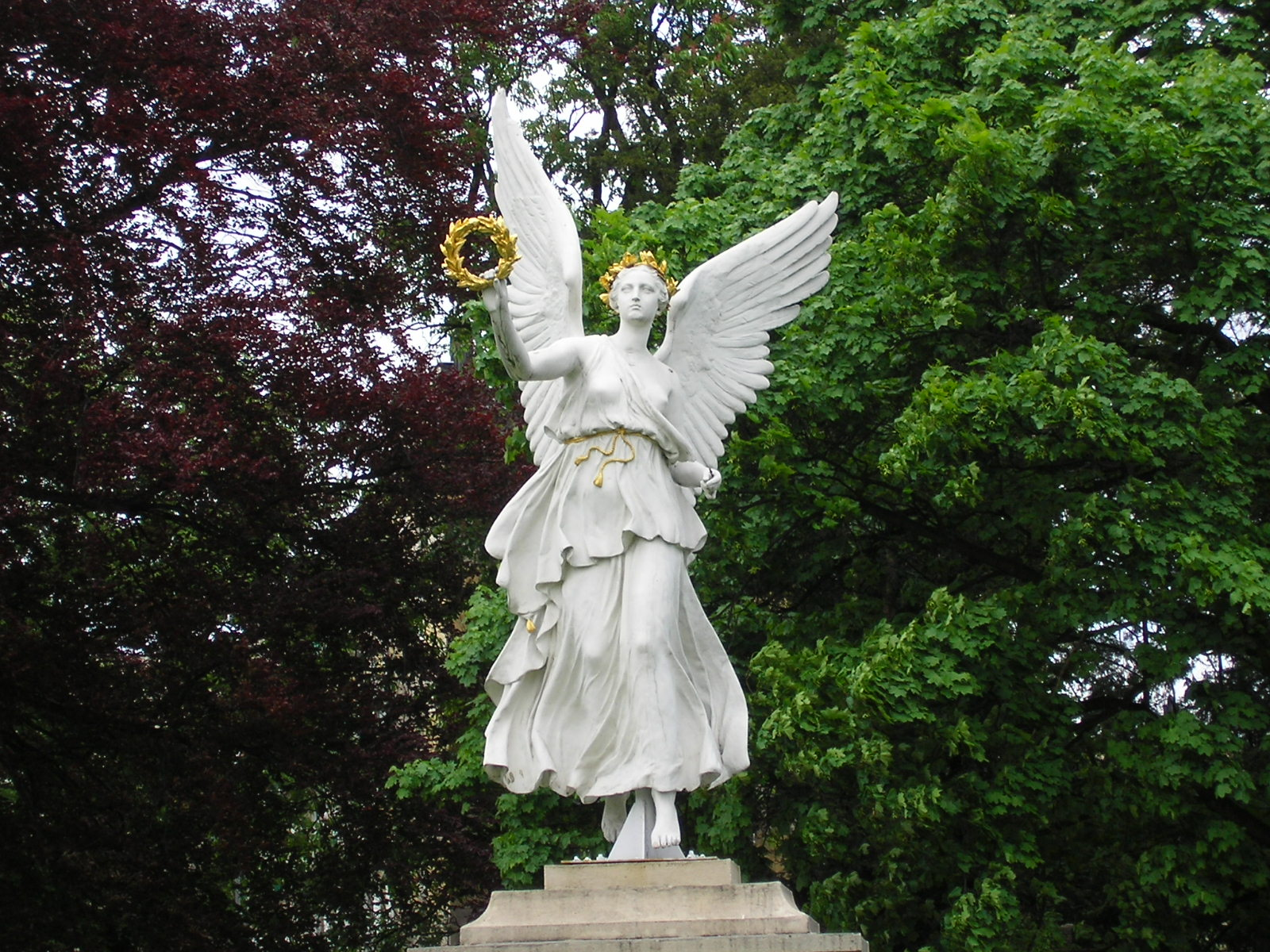
Rzeźba Nike przy pałacu

- kamienice Rynek: 7, 8, 9, 10; domy: Rynek 11, 27, 28, 29, 30, 31, 35 kamienica, z XVII wieku, XVIII wieku; II wojna światowa i jej skutki spowodowały zniszczenie 80 proc. Staromiejskiej zabudowy mieszkalnej centrum Żagania. Z ocalałych najcenniejszą grupę stanowią domy przy Rynku, renesansowe, na zrębach gotyckich (nr 7–11) i barokowe (nr 27–31). Wartościowy zespół tworzy zwarta zabudowa ulicy Warszawskiej, powstała w XVIII i XIX wieku, na zrębach starych budowli. Z tego samego czasu przetrwały domy przy ulicach: Keplera, Słowackiego, Szprotawskiej, Jana Pawła II, Gimnazjalnej i przy placu Słowiańskim. Poza strefą staromiejską zabudowaną w II połowie XIX i XX wieku, znajduje się kilkadziesiąt domów zbudowanych w stylu secesyjnym. Skupiają się one głównie przy ulicach Piłsudskiego, Henryka Brodatego, Dworcowej, Nowogrodzkiej, Śląskiej, Szprotawskiej i Żelaznej.
- domy, ul. Słowackiego 2, 3, 4, 5, 6, 17, 18, 19, XVIII wieku, XIX wieku
- domy, pl. Słowiański 9, 11, 12, 13, 18 nie zachował się, 21, 24, z XVII wieku, XVIII wieku
  - pałac, tzw. Dom Wdowi[49], pl. Słowiański 17, obecnie siedziba Urzędu Miasta. Klasycystyczny, zbudowany w 1793 z fundacji Piotra Birona dla małżonki Doroty von Medem według projektu Christiana Schultzego, następnie po jej śmierci w 1821 – urząd książęcych dóbr ziemskich, wielokrotnie remontowany i przekształcany we wnętrzach
- dom, ul. Sobieskiego 16 nie zachował się
- pałac kamery książęcej, obecnie sąd rejonowy, ul. Szprotawska 3, z XVIII wieku
- domy, ul. Szprotawska 1 nie zachował się, 4, 5, 8, z XVIII wieku nie zachowały się
  - sąd rejonowy, ul. Szprotawska 3, dawniej budynek administracji książęcej. Zbudowany w końcu XVIII wieku. W 1813 rezydował w nim pisarz francuski, Stendhal, jako intendent na księstwo żagańskie przy korpusie gen. Latour-Maubourg
- domy, ul. Śląska 21, 23, 25, z początku XX wieku
- domy, ul. Jana Pawła II (dawniej Świerczewskiego) 10, 11, z XVIII wieku
  - pałacyk, ul. Jana Pawła II 7, dawna siedziba Miejskiej Biblioteki Publicznej. Klasycystyczny, zbudowany na przełomie XVIII i XIX wieku według projektu Christiana Schultze dla radcy dworu książęcego Johanna Metzkego
- domy, ul. Warszawska 6, 7, 10, 11, 12, 13, 15, 19, 21, 22, 23, z XVIII wieku, XIX wieku, XX wieku

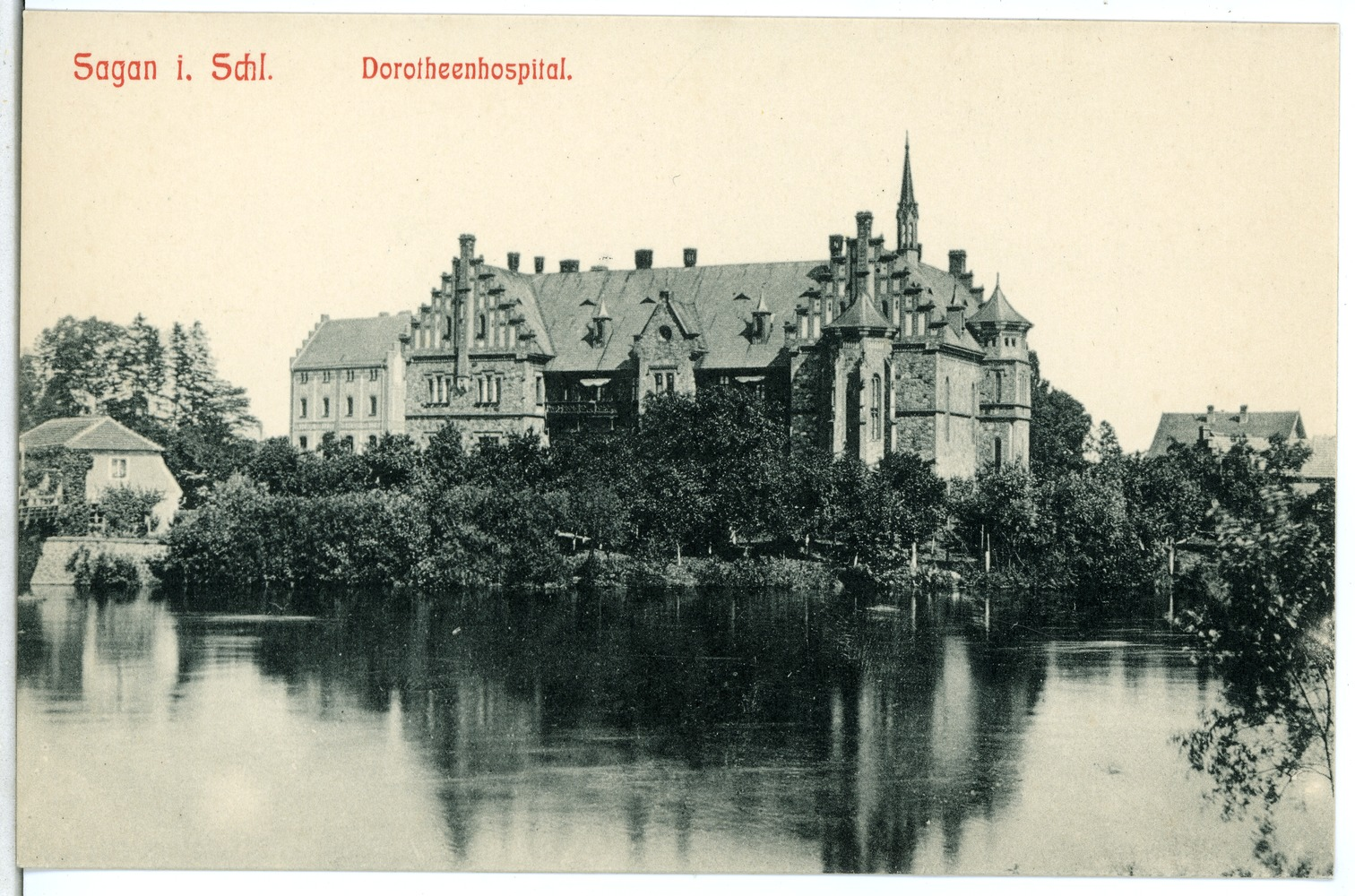
Zespół szpitala pod wezwaniem św. Doroty w 1906 r.

- zespół szpitala pod wezwaniem św. Doroty; istniejący do dzisiaj, neogotycki budynek szpitala, wzniesiono za sprawą księżnej Doroty. Plac otaczający szpital, księżna nabyła od rodziny Willmanów, żagańskich fabrykantów. Kamień węgielny pod budowę obiektu położono 3 maja 1851 w obecności króla pruskiego Fryderyka Wilhelma IV. Szpital oddano do użytku w październiku 1859 r. Z tej niezwykle nowoczesnej jak na owe czasy placówki mogli korzystać jedynie mieszkańcy księstwa żagańskiego, zarówno katolicy, jak i protestanci. Przy murze okalającym szpital znajduje się kaplica wybudowana w drugiej połowie XIX w., błędnie określana domkiem loretańskim[48]
  - dom sióstr zakonnych, z połowy XIX wieku
  - ogrodzenie, od ul. Żelaznej i Szprotawskiej, z bramą, murowane, z połowy XIX wieku, XX wieku, ul. Żelazna 1
  - kościół – kościół parafialny pod wezwaniem Świętego Krzyża
  - budynek szpitalny, z połowy XIX wieku

inne zabytki:
- cmentarz żydowski

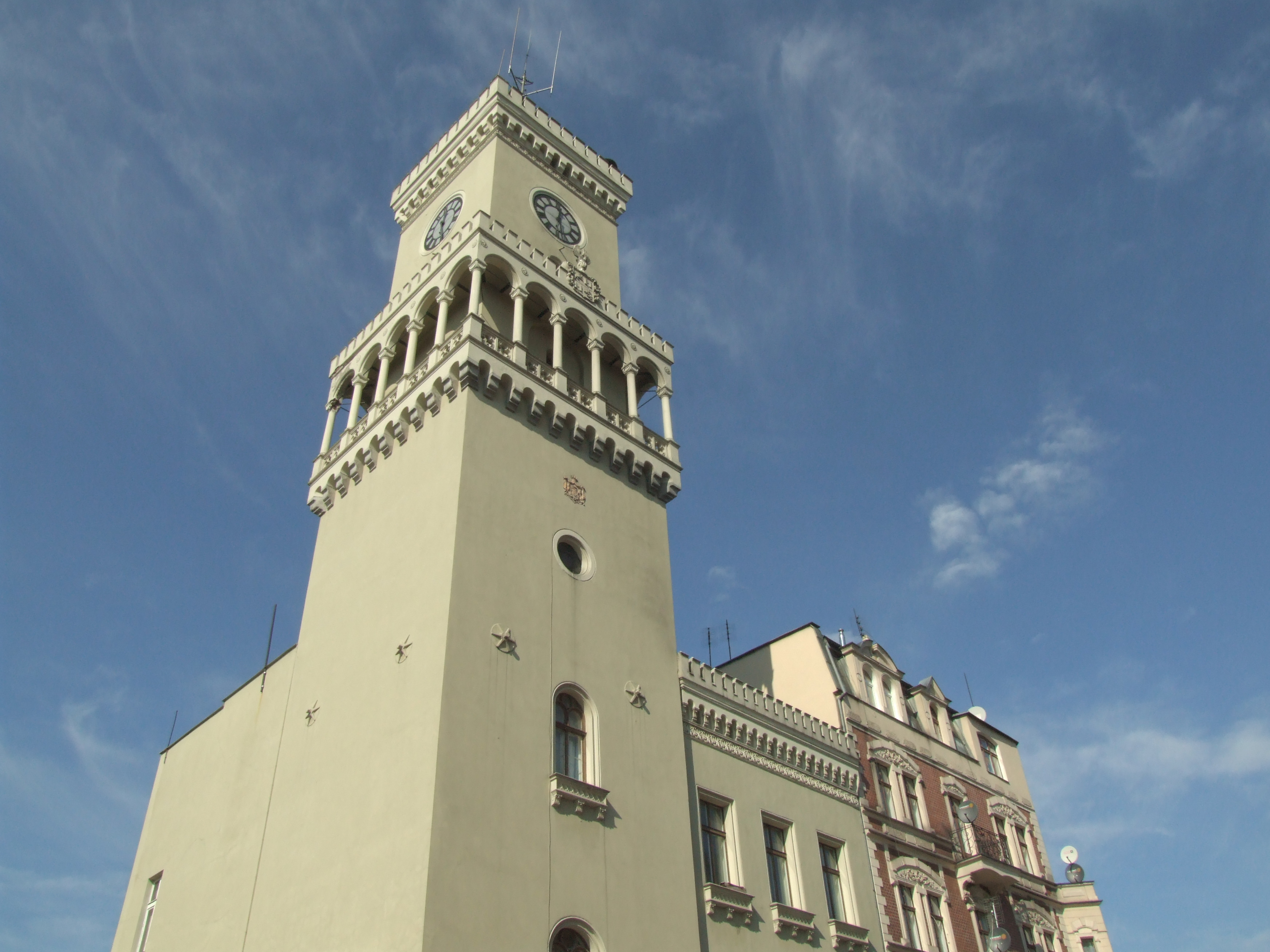
Wieża ratuszowa

- wieża ratuszowa, która jest pozostałością ratusza usytuowanego pierwotnie w Rynku, a w XVI wieku przeniesionego na zachodnią pierzeję zabudowy mieszkalnej. Neoklasycystyczna, zbudowana w latach 1879–1880 z wykorzystaniem fragmentów ratusza gotyckiego z XIV-XVI wieku. Na I piętrze zachowało się sklepienie kryształowe z pierwszej połowy XVI wieku, Rynek
- dworzec kolejowy z pięcioma peronami; obecny budynek dworca kolejowego jest już trzecim z kolei. Budowę ukończono 1 marca 1913 roku na miejscu wcześniejszego, zniszczonego przy pożarze. Z okazji 150 lat kolejnictwa na ziemi żagańskiej w 1996 wmurowano pamiątkową tablicę na ścianie dworca od strony ulicy
- zabytkowe koszary wojskowe
- Muzeum Obozów Jenieckich znajduje się pod Żaganiem. Obejmuje ono tereny obozów jenieckich Stalagu VIIIC oraz Stalagu Luft III, gdzie w 1944 miała miejsce Wielka ucieczka 76 lotników, z których 50 rozstrzelano potem z rozkazu Hitlera, znanego jako Sagan-Befehl.

## Demografia
Dane z 30 czerwca 2004:
| Opis                              | Ogółem | Ogółem | Kobiety | Kobiety | Mężczyźni | Mężczyźni |
| --------------------------------- | ------ | ------ | ------- | ------- | --------- | --------- |
| Jednostka                         | osób   | %      | osób    | %       | osób      | %         |
| Populacja                         | 26 665 | 100    | 13 931  | 52,2    | 12 734    | 47,8      |
| Gęstość zaludnienia [mieszk./km²] | 668    | 668    | 349     | 349     | 319       | 319       |

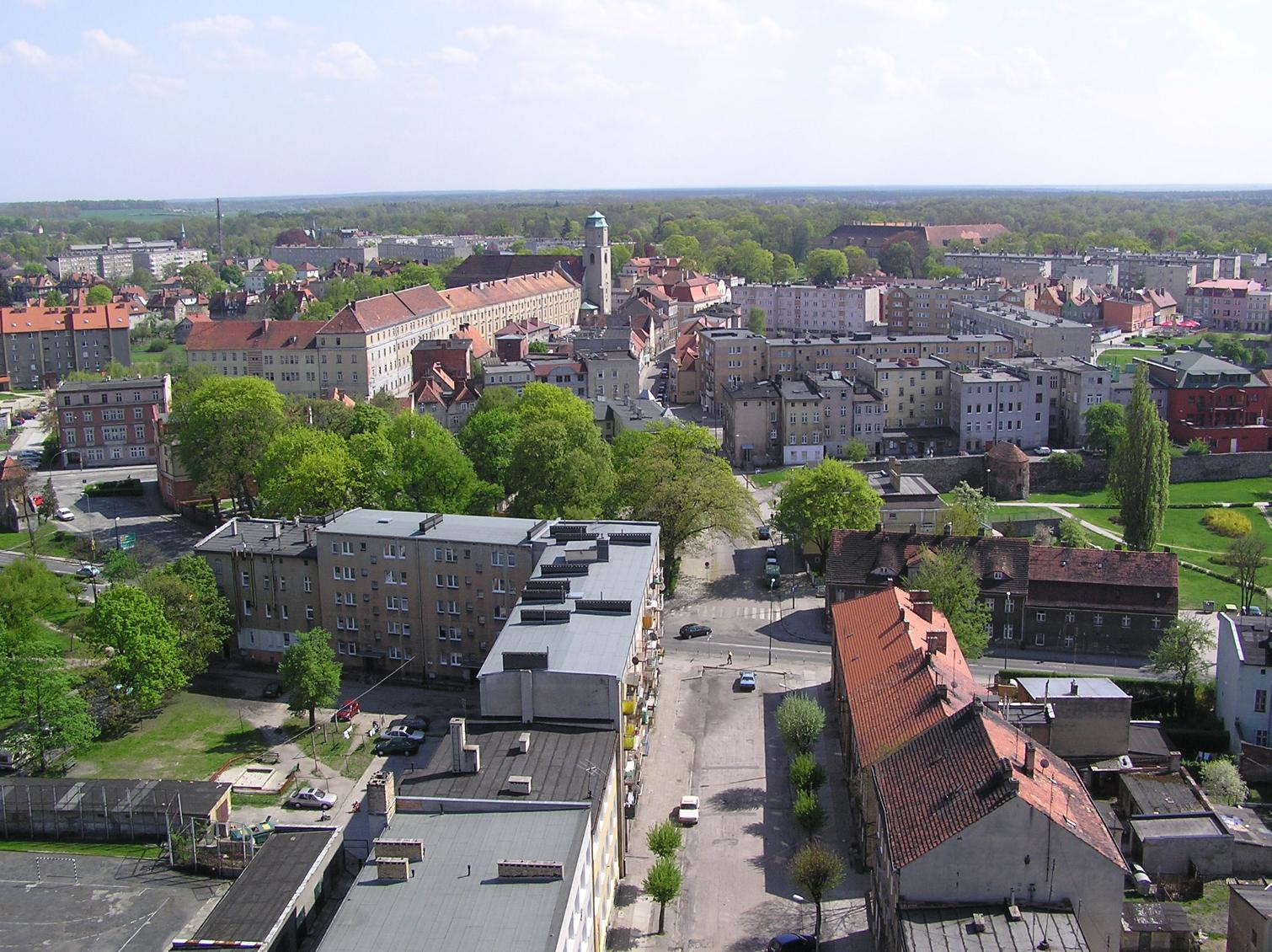
Żagań – widok z wieży widokowej

Piramida wieku mieszkańców Żagania w 2014 roku.

## Urbanistyka
Osiedla mieszkaniowe:
- Osiedle na Górce,
- Osiedle Bema,
- Osiedle Moczyń,
- Osiedle Kolonia Laski,
- Osiedle Łąkowa.

## Gospodarka

### Historia
Gospodarcze podstawy rozwoju miasta stwarzały od najdawniejszych czasów rzemiosło i handel. Od średniowiecza istniały w Żaganiu cechy piekarzy, rzeźników, krawców i szewców. Potwierdzone zostały cechy kuśnierzy, produkujących nie tylko na potrzeby lokalne, ale także na eksport. W tym czasie czynne były także żagańskie kuźnice, produkujące żelazo z występującej w okolicy rudy darniowej. Poważną rolę w gospodarce miasta odgrywało rybołówstwo, a obecność rybaków w Żaganiu została potwierdzona już w 1299 roku.
Istotne znaczenie gospodarcze spełniał handel, mającyjący dogodne warunki rozwoju w związku z położeniem Żagania przy głównej drodze handlowej. Obecność cechu kupców, zajmujących się handlem, została udokumentowana już w XIV wieku. Źródła pisane z tego okresu potwierdzają również istnienie targu solnego i corocznych jarmarków.
Tradycje rzemiosła przejął w XIX wieku przemysł. W 1802 uruchomiono fabrykę papieru, w 1863 zbudowano gazownię, a w 1878 austriacka firma włókiennicza Mos. Löw Beer założyła w Żaganiu swoją filię.
W wyniku II wojny światowej zniszczenia przemysłu wyniosły 75%. Pomimo trudności miasto stało się znaczącym ośrodkiem przemysłu włókienniczego i metalowego. Funkcjonowały tu prężne Żagańskie Zakłady Przemysłu Wełnianego, Żagańska Czesalnia Wełny czy Przedsiębiorstwo Produkcji Sprzętu Domowego „Zamex” (dawniej „Polar” a jeszcze wcześniej „Termet”), znany w kraju producent zamrażarek. Przekształcenia ustrojowe i gospodarcze spowodowały, że zakłady te już nie istnieją, a wspomniane dziedziny przemysłu odgrywają mniejszą rolę.

### Stan obecny
Upadek największych zakładów i wzrost bezrobocia skłoniły władze miasta do działań zmierzających do powstania nowych miejsc pracy. W 2003 r. powstała Żagańska Strefa Gospodarcza, w skład której weszło łącznie ponad 60 ha terenów inwestycyjnych. Z oferty skorzystało dotychczas kilka przedsiębiorstw, które wybudowały w Żaganiu hale produkcyjne.
W tym samym okresie w Żaganiu powołano także spółki komunalne zajmujące się gospodarką wodno-ściekową, gospodarowaniem odpadami komunalnymi i robotami drogowymi, doradztwem i pozyskiwaniem środków zewnętrznych, zarządzaniem obiektami i prowadzeniem inwestycji. Posunięcie to miało na celu podniesienie poziomu usług i efektywniejsze zarządzanie finansami.
Według danych z 2011 r. na terenie Żagania miało siedzibę 3084 podmiotów gospodarki narodowej, w tym 2830 należących do sektora prywatnego i 254 należących do sektora publicznego.
Według Strategii rozwoju powiatu żagańskiego z 2008 i sprawozdania z działalności Powiatowego Urzędu Pracy w Żaganiu z 2010 do największych i najbardziej dynamicznie rozwijających się pracodawców w Żaganiu należą:
- Firma Produkcyjna Bartex ZPCH (produkcja zabawek, odzieży i tekstyliów)
- Poltops sp. z o.o. (produkcja włókiennicza)
- P.H.U. Adam sp. z o.o. (sprzedaż mięsa)
- Przedsiębiorstwo Wielobranżowe „Jersak” Zofia Jersak (handel paliwami)
- Polstoff sp. z o.o. (handel)
- Sun-d-yan sp. z o.o. (produkcja)
- Polotex (produkcja dziewiarska)
- Zakład Wielobranżowy Galwanizeria (produkcja)
- Nadleśnictwo Żagań (leśnictwo i pozyskiwanie drewna)
- VP Polska sp. z o.o. (produkcja opakowań z papieru)
- Zakład Przetwórstwa Mięsnego Tako (przetwórstwo mięsa)
- Piekarnia Amadeo Tadeusz Giza (produkcja i wyrób pieczywa i artykułów cukierniczych)
- Ecotex Poland sp. z o.o. (sprzedaż hurtowa)
- Miejski Zakład Komunikacji sp. z o.o. (transport miejski)
- Miejskie Przedsiębiorstwo Oczyszczania i Robót Drogowych sp. z o.o. (gospodarowanie odpadami)
- Sunset Textil (produkcja tkanin)
- Dringenberg Polska sp. z o.o. (produkcja)

Według danych z 31 sierpnia 2011 w mieście zarejestrowanych było 1575 bezrobotnych, z czego 941 stanowiły kobiety.

## Transport

### Transport drogowy
Przez Żagań biegną następujące drogi o znaczeniu ponadlokalnym:
- droga krajowa nr 12 Łęknica – Berdyszcze (w tym oddana do użytku w 2006 obwodnica, licząca 4,9 km długości[61])
- droga wojewódzka nr 295 Żagań – Nowogród Bobrzański
- droga wojewódzka nr 296 Lubań – Kożuchów

### Transport kolejowy

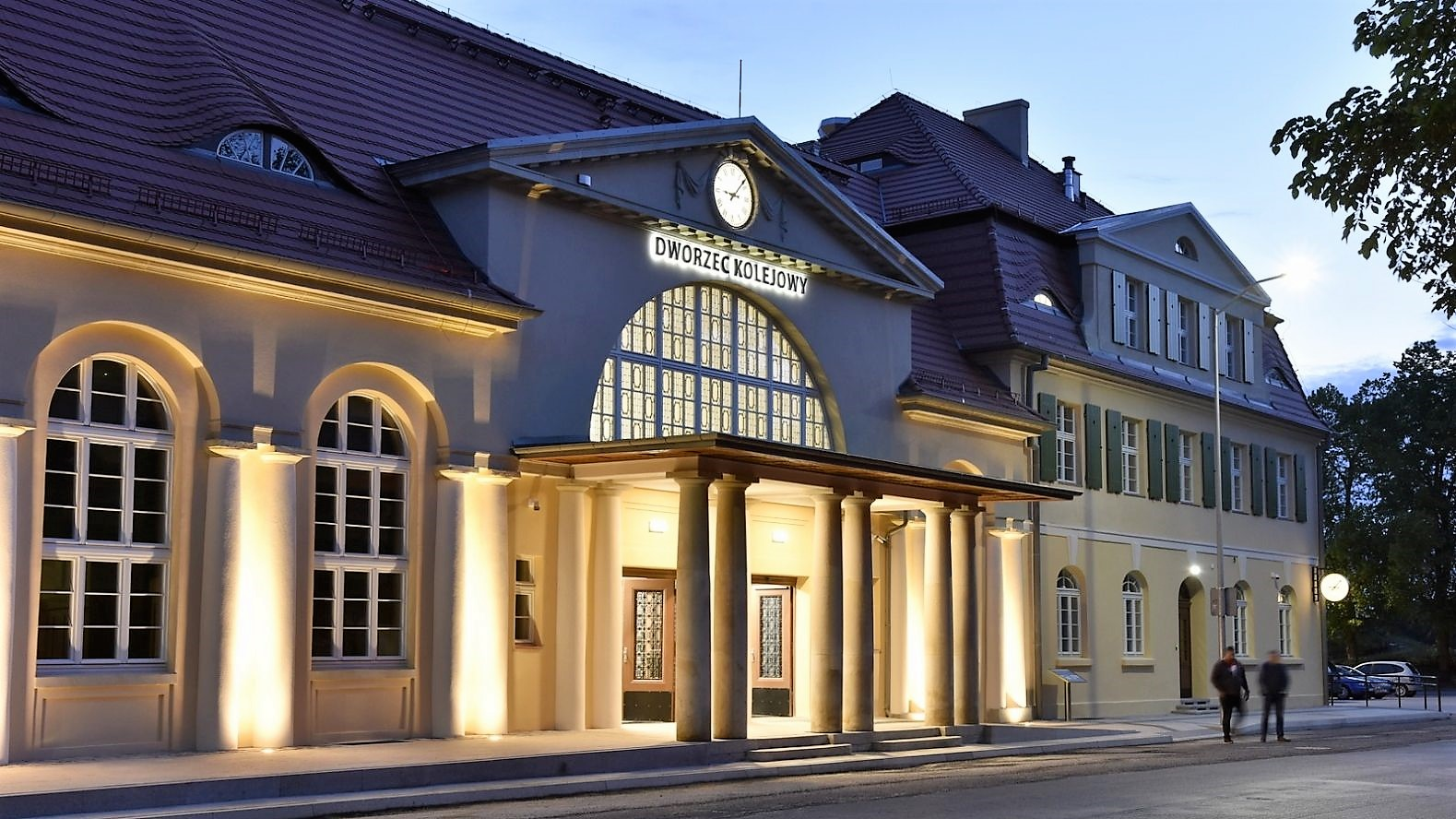
Dworzec kolejowy w Żaganiu

Historia żagańskiej kolei sięga 1846 roku. Dawniej miejski dworzec był największym węzłem kolejowym w regionie, jednak jego rola z roku na rok jest coraz mniejsza. Przez miasto przebiegają następujące linie kolejowe:
- linia kolejowa nr 14 Łódź Kaliska – Forst/Baršć
- linia kolejowa nr 275 Wrocław Muchobór – Guben
- linia kolejowa nr 283 Jelenia Góra – Żagań
- linia kolejowa nr 371 Wolsztyn – Żagań
- linia kolejowa nr 389 Żagań – Jankowa Żagańska

W 2020 r. Żagań miał bezpośrednie połączenia kolejowe z miejscowościami: Forst, Legnicą, Zieloną Górą, Żarami, Wrocławiem, Opolem, Częstochową, Warszawą.

### Przewozy autobusowe
Za transport lokalny odpowiada Miejski Zakład Komunikacyjny w Żaganiu, z którego korzystają mieszkańcy Żagania, Żar i mieszkańcy innych miejscowości powiatu żagańskiego i żarskiego. Obsługą połączeń dalekobieżnych zajmuje się głównie PKS Żary, dzięki któremu Żagań ma bezpośrednie połączenia autobusowe m.in. z Gorzowem Wielkopolskim, Poznaniem, Wrocławiem, Zieloną Górą i Zgorzelcem.

## Kultura

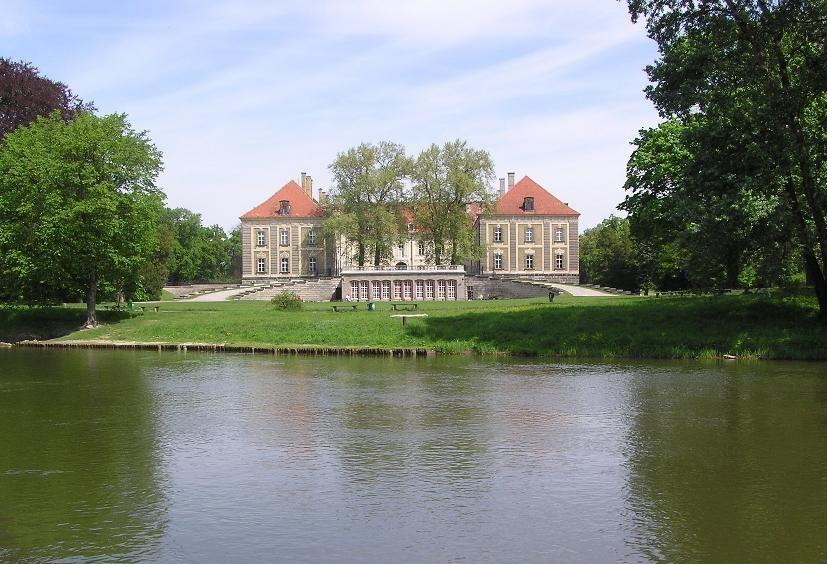
Żagański Pałac Kultury (dawny pałac książąt żagańskich)

Wiodącą rolę w organizacji życia kulturalnego miasta odgrywa Żagański Pałac Kultury mieszczący się w Pałacu Książęcym. Centrum realizuje zadania m.in. w zakresie promocji kultury i edukacji kulturalnej poprzez organizowanie licznych imprez kulturalnych (koncerty, spektakle teatralne, wystawy fotograficzne itp.), imprez plenerowych, warsztatów okolicznościowych, animacji kulturalnych (cykliczne przeglądy, konkursy itp.) oraz utrzymywanie sekcji zainteresowań (tj. Szkoła Talentów, Uniwersytet Trzeciego Wieku). Podobną funkcję pełni Klub Garnizonowy, w którym działają sekcje: teatralna, teatru jednego aktora, muzyczna, plastyczna, taneczna, instrumentalna i tamburmajorek.
Znaczącą rolę w promocji i organizowaniu życia kulturalnego Żagania odgrywa środowisko skupione wokół Państwowej Szkoły Muzycznej I i II stopnia, stanowiące centrum muzyczne regionu. Funkcję upowszechniania kultury realizują również placówki biblioteczne: Miejska Biblioteka Publiczna im. Papuszy, filia Wojewódzkiej Biblioteki Pedagogicznej oraz Biblioteka Klubu Garnizonowego. W Żaganiu mieści się także Muzeum Obozów Jenieckich, położone na terenie dawnych niemieckich obozów jenieckich.
Do najważniejszych cyklicznych imprez kulturalnych w mieście należą:
- Ogólnopolski Turniej Pianistyczny Dzieci i Młodzieży, organizowany przez Państwową Szkołę Muzyczną im. Henryka Wieniawskiego w Żaganiu,
- Rekonstrukcje wydarzeń z II wojny światowej, upamiętniające rocznice wielkiej ucieczki z obozu Stalag Luft III,
- Jarmark św. Michała, organizowany przez Urząd Miasta i Żagański Pałac Kultury w Żaganiu.

### Żagań w literaturze i filmie

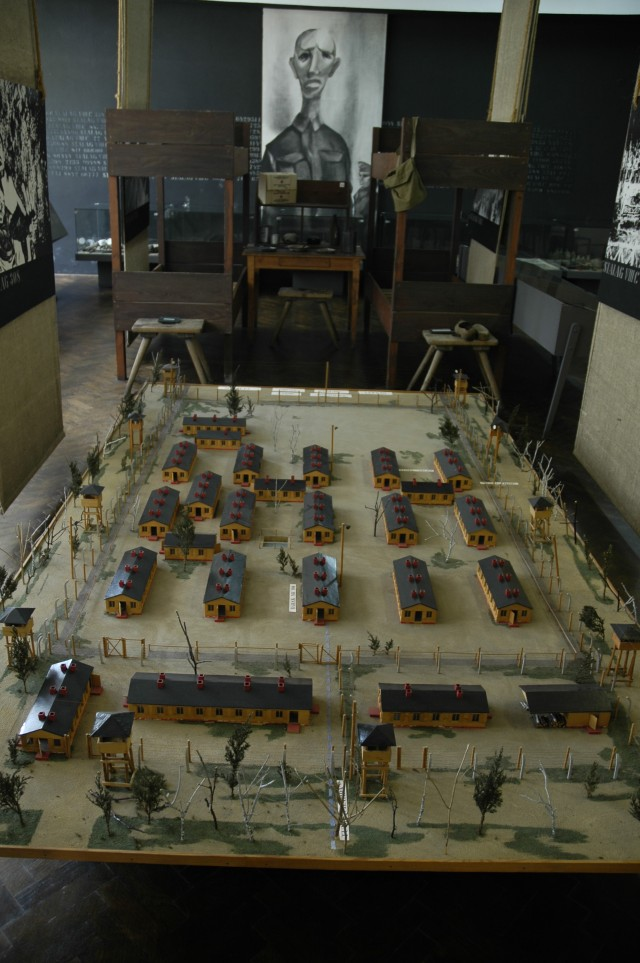
Makieta Stalag Luft III w Muzeum Obozów Jenieckich w Żaganiu

Wczesnosłowiańską i niemiecką historię miasta opisują legendy (m.in. Legenda o Żagannie) autorstwa Izabeli Koniusz. Za sprawą czeskiej pisarki Boženy Němcovej Żagań został uwieczniony w literaturze światowej. W swoim opowiadaniu pt. Sestry (wyd. 1855), którego akcja rozgrywa się w Żaganiu, Dzietrzychowicach i Niemczy, Němcová zamieściła obszerny opis żagańskiego parku zamkowego, w którym zgromadzili się mieszkańcy miasta i całej okolicy, aby uczestniczyć w zabawie z okazji urodzin księżnej, której pierwowzorem była księżna Dorota de Talleyrand-Périgord. Opowiadanie zostało osnute na faktach i w dużej części pokrywa się ze źródłami historycznymi. Natomiast pierwowzorem postaci księżnej w Babuni była księżna Wilhelmina Żagańska, której młoda Božena zawdzięczała odpowiednie wychowanie i wykształcenie.
W 1950 powstał nakręcony przez Brytyjczyków film The Wooden Horse (pol. Drewniany koń), nakręcony na kanwie wydarzeń z 1943 roku, kiedy w żagańskim obozie jenieckim Stalag Luft III jeńcy wojenni wykopali tunel pod drutami ogrodzenia obozu, wykorzystując jako zasłonę drewnianego konia. Wielka ucieczka ze wspomnianego obozu również doczekała się ekranizacji – w 1963 roku nakręcono film The Great Escape (pol. Wielka ucieczka) ze Steve’em McQueenem i Charlesem Bronsonem w rolach głównych.
W 1965 Żagań i okoliczne poligony posłużyły jako plan filmowy dla serialu Czterej pancerni i pies oraz filmu wojennego Potem nastąpi cisza.
W 2000 roku autor i pilot Wolfgang W.E. Samuel napisał książkę Niemiecki Chłopiec: Opowieść Uchodźcy (German Boy: A Refugee’s Story). W swoim pamiętniku autor opisuje ostatnie chwile drugiej wojny światowej z perspektywy naiwnego 10-letniego chłopca. Autor jest świadkiem „prania mózgów” przez bezwzględną partię nazistowską i w swoim pamiętniku pokazuje brutalną tragedię wojny oczami dziecka. Wolfgang, jego matka i 5-letnia siostra pozostawiają Żagań (Sagan) i uciekają przed nadciągającą Armią Czerwoną i w kierunku sił amerykańskich. Po pewnym czasie autor przeniósł się do USA jako ochotnik w służbie Sił Powietrznych Stanów Zjednoczonych (US Air Force). Pamiętnik został napisany po przejściu na emeryturę.

## Edukacja

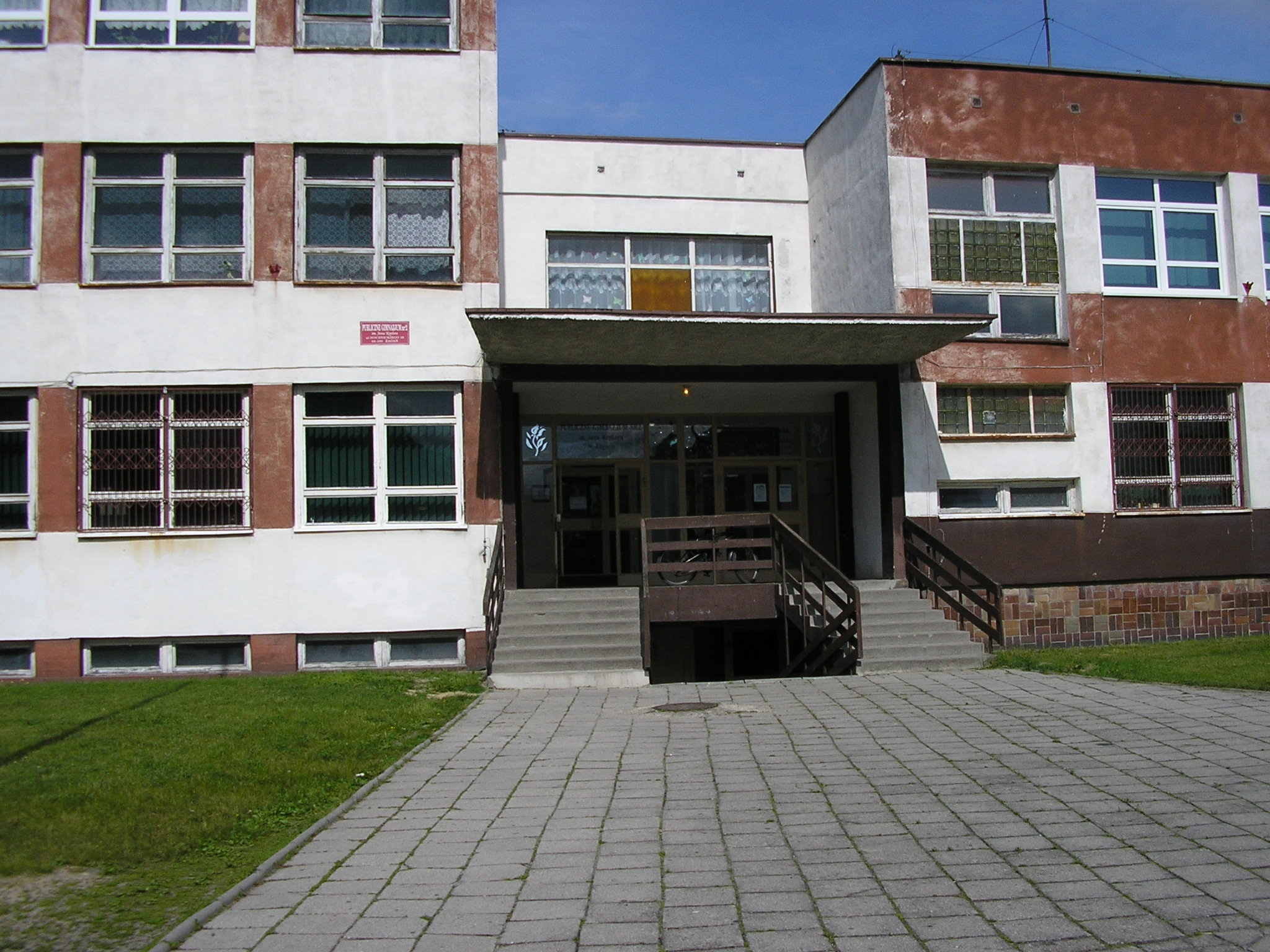
Publiczna Szkoła Podstawowa nr 5, wejście przedszkola.

Miasto jest lokalnym ośrodkiem edukacyjnym, w którym działają szkoły i placówki oświatowe różnego szczebla. W Żaganiu znajduje się obecnie 7 przedszkoli, w tym 4 miejskie:
- Miejskie Przedszkole nr 2,
- Miejskie Przedszkole nr 3,
- Miejskie Przedszkole nr 5,
- Miejskie Przedszkole nr 6,
- Przedszkole Niepubliczne „Brzdąc”[77],
- Punkt przedszkolny Jacek i Agatka,
- Przedszkole Niepubliczne "Wesołe Boberki".

W mieście znajduje się 6 szkół podstawowych:
- Publiczna Szkoła Podstawowa nr 1 im. Jana Brzechwy (pierwsza placówka oświatowa w mieście po II wojnie światowej[78])
- Publiczna Szkoła Podstawowa nr 2 im. 11. Lubuskiej Dywizji Kawalerii Pancernej
- Publiczna Szkoła Podstawowa nr 3 im. Jana Pawła II
- Publiczna Szkoła Podstawowa nr 4. im. Ofiar Stalagu VIIIc
- Publiczna Szkoła Podstawowa nr 5 im. 1 Dywizji Pancernej dowodzonej przez gen. Stanisława Maczka
- Publiczna Szkoła Podstawowa nr 7 im. Doroty księżnej żagańskiej

W Żaganiu siedzibę mają 3 zespoły szkół ponadgimnazjalnych:
- Liceum Ogólnokształcące im. Stefana Banacha
- Zespół Szkół Technicznych i Licealnych
- Zespół Szkół Ponadgimnazjalnych

W październiku 2010 rozpoczął działalność Zamiejscowy Ośrodek Dydaktyczny Politechniki Poznańskiej – pierwsza szkoła wyższa w Żaganiu. Rocznie kształciło się tam kilkudziesięciu studentów. W 2014 roku Ośrodek zakończył swoją działalność.
Poza wyżej wymienionymi jednostkami oświatowymi, na terenie miasta działają również następujące ośrodki oświatowe:
- Państwowa Szkoła Muzyczna I i II stopnia im. Henryka Wieniawskiego,
- Specjalny Ośrodek Szkolno-Wychowawczy,
- Poradnia Psychologiczno-Pedagogiczna.

## Media w Żaganiu
Niedaleko Żagania, w miejscowości Wichów stoi RTCN Żagań Wichów skąd jest nadawany sygnał radiowy stacji ogólnopolskich i telewizyjny Naziemnej Telewizji Cyfrowej (NTC) – kanałów komercyjnych na kanale 41, z mocą 50 kW.
Gazety w regionie:
- Gazeta Regionalna,
- Gazeta Lubuska,
- Lokalna Gazeta Powiatu Żagańskiego.

## Sport

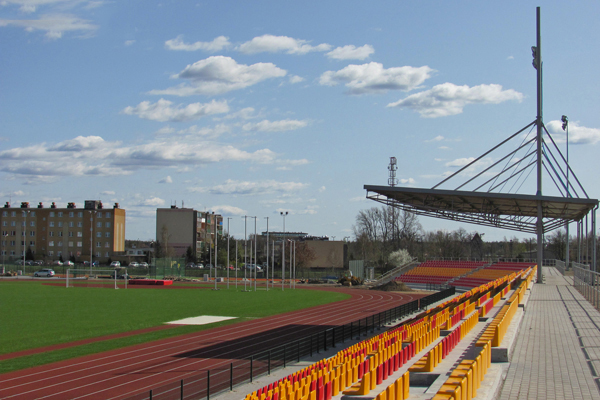
Trybuny Żagań Arena

Najstarszym klubem sportowym w mieście jest Miejski Klub Sportowy „Czarni” Żagań, który powstał w 1957 roku. Największym sukcesem zespołu jest udział w finale Pucharu Polski w sezonie 1964/65. Od sezonu 2008/09 klub grał w II lidze polskiej w piłce nożnej, a w sezonie 2021/2022 występuje w IV lidze lubuskiej. W mieście działa również męski klub siatkarski WKS Sobieski Żagań, którego większość kadry stanowią żołnierze zawodowi. Zespół od sezonu 2010/11 gra w II lidze polskiej w piłce siatkowej.
W Żaganiu funkcjonują jeszcze inne kluby i stowarzyszenia sportowe:
- Speleoklub Bobry, którego członkowie zdobyli i odkryli wiele jaskiń[84]
- Stowarzyszenie Turystyki Wodnej Szron – Czerna, którego członkowie wielokrotnie brali udział w spływach kajakowych w kraju i za granicą[85][86].
- Szkoła Walki i Tańca „Ronin”
- UKS Czarni Żagań
- Żagańskie Towarzystwo Cyklistów „Huragan”
- Szkoła Nurkowania „Darco” & Wilson Travel biuro podróży

W Żaganiu przy ul. Kochanowskiego funkcjonuje centrum sportowe Arena Żagań, w skład którego wchodzą stadion piłkarsko-lekkoatletyczny, hala sportowo-widowiskowa, kryty basen, hostel i korty tenisowe. Z obiektów położonych w kompleksie korzystają miejskie kluby Czarni Żagań i Sobieski Żagań.
Ponadto w mieście znajduje się czynny w okresie letnim basen miejski, stadion przy ulicy Karpińskiego oraz dwa Orliki: przy szkole podstawowej nr 2 oraz przy szkole podstawowej nr 3.

## Wspólnoty wyznaniowe

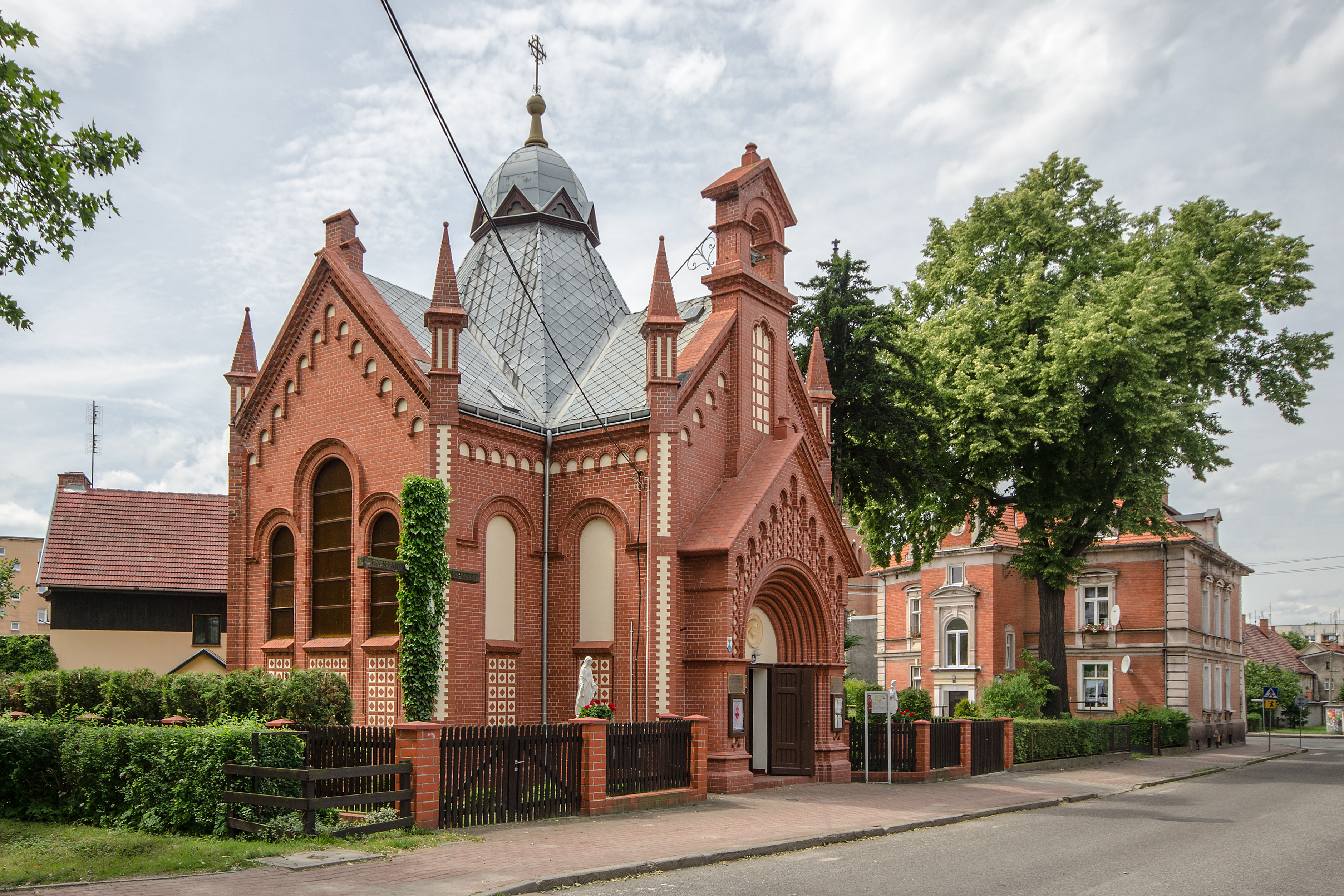
Kościół polskokatolicki pw. Podwyższenia Krzyża Świętego

Najliczniejszym wyznaniem w Żaganiu jest katolicyzm. Na terenie miasta działalność religijną prowadzą następujące związki wyznaniowe:
- Kościół Adwentystów Dnia Siódmego w RP:
  - Zbór w Żaganiu[93]
- Kościół Ewangelicko-Augsburski w RP:
  - filiał Parafii Ewangelicko-Augsburskiej w Żarach[94] z kaplicą przy pl. Królowej Jadwigi[95]
- Kościół greckokatolicki:
  - placówka duszpasterska w Żaganiu[96]
- Kościół Polskokatolicki w RP:
  - Parafia Podwyższenia Krzyża Świętego w Żaganiu[97].
- Kościół rzymskokatolicki:
  - Dekanat Żagań[98]:
    - parafia św. Józefa (z filiami: Kościołem pw. Krzyża Świętego i szpitalną Kaplicą pw. św. Doroty w Żaganiu)[99]
    - parafia Nawiedzenia Najświętszej Maryi Panny (z filiami: Kościołem Najświętszej Maryi Panny Królowej Polski w Starym Żaganiu i Kaplicą św. Maksymiliana Kolbe w Żaganiu)[100]
    - parafia Wniebowzięcia Najświętszej Maryi Panny (z filiami: Kościołem św. św. Piotra i Pawła i Kościołem św. Ducha w Żaganiu)[101]

W mieście znajduje się siedziba Śląskiego Dekanatu Wojskowego i podlegająca pod niego parafia wojskowa Matki Bożej Hetmanki Żołnierza Polskiego.
- Kościół Zielonoświątkowy w RP:
  - Zbór Kościoła Zielonoświątkowego „Zwycięstwo Krzyża” w Żaganiu[103]
- Świadkowie Jehowy:
  - zbór Żagań-Zabobrze[104]
  - zbór Żagań-Zachód (Sala Królestwa ul. Słowackiego 22B)[104][105].

## Miasta partnerskie
Lista miast, z którymi władze Żagania podpisały umowę o współpracy:
- Duns (Szkocja-Wielka Brytania)[107]
- Netphen (Nadrenia Północna-Westfalia); od 1995 r.
- Grumo Nevano – od 1996[108]
- Ortrand (Brandenburgia) – od 26 kwietnia 2006
- Teltow (Brandenburgia) – od 5 maja 2006
- Saint-Omer – od 5 września 2015[109]
- Chocim – od 26 stycznia 2023

## Pozostałe informacje
- W roku 1771 na wieży kościoła Najświętszej Marii Panny zainstalowano pierwszy na Śląsku piorunochron[110].
- W 2006 Żagań jako jedno z 32 miast został uwieczniony na 2-złotowych monetach z cyklu Historyczne miasta Polski, wydanych przez Narodowy Bank Polski.
- Co roku w Żaganiu odbywa się Jarmark Michała, jedna z największych imprez kulturalnych w regionie.
- 7 czerwca 2013 na placu Słowiańskim w Żaganiu odsłonięto pomnik Niedźwiedzia Wojtka.
- 27 stycznia 2014 roku podjęto decyzję o umieszczeniu w 34. Brygadzie Kawalerii Pancernej w Żaganiu 119 czołgów Leopard. Na pamiątkę tego wydarzenia ustalono czwarty poniedziałek stycznia Żagańskim Dniem Życzliwości.
- W lipcu 2019 urodzony w Żaganiu artysta Artur Marciniszyn stworzył pierwszy w mieście wielkoformatowy mural przedstawiający najważniejsze miejskie zabytki.